# قائمة المفكرين المسيحيين في العلم
قائمة المفكرين المسيحييين في العلم  هذه القائمة تتعلق بمسألة العلاقة بين الدين والعلم، وتقتصر على التاريخ المسيحي.
هذه القائمة غير شاملة وتقتصر على العلماء المسيحيين الذين ساهموا أيضاً في اللاهوت المسيحي أو التفكير الديني. هناك مجموعاتان من المسيحيين الذين لهم دور في العلوم لم يتم ذكرهم في هذه القائمة. العلماء الكاثوليك الذين هم أعضاء في الرهبنية اليسوعية وضعوا في في قائمة العلماء اليسوعيون. والعلماء الذين هم أعضاء في جمعية الاصدقاء الدينية أو الكويكرز فوضعت اسماؤهم في قائمة دور الكويكرز في العلوم. تم فصل المجموعتين بسبب دورهم المميز في العلوم.

## مقدمة
تاريخياً تطورت تحت قيادة الكنيسة مختلف أنواع العلوم خصوصاً الفلك، والرياضيات، والتأثيل، والفلسفة، والبلاغة، والطب، والتشريح، والفيزياء خصوصًا الأرسطوية (أي المنسوبة إلى أرسطو)، والفيزياء المكيانيكية خصوصًا أدوات الحرب، إلى جانب العمارة والكيمياء والجغرافيا والفلسفة وعلوم النبات والحيوان.

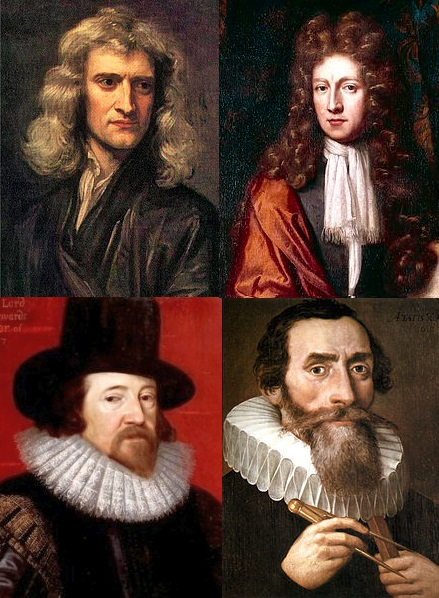
بعض العلماء المسيحيين المشاهير وهم من الأعلى واليسار: إسحاق نيوتن وروبرت بويل ويوهانس كيبلر وفرانسيس بيكون.

العديد من مؤرخي العلم، بما في ذلك باحثين غير مسيحيين امثال جون ل.هلبرون، وديفيد ليندبرغ، إدوارد غرانت، توماس جولدشتاين، وتيد ديفيس، فقد جادلوا بأن الكنيسة كان لها دورًا كبيرًا، وتأثير إيجابي على تطور العلوم في الحضارة الغربية. فالكنيسة لم تكتف فقط بحفظ وصيانة ما تبقى من الحضارة القديمة أثناء الغزوات البربرية داخل الاديرة، ولكن أيضا فالكنيسة شجعت على التعلّم والعِلم من من خلال رعايتها لكثير من الجامعات التي كانت قد نمت بسرعة في أوروبا تحت رعايتها، في القرن الحادي عشر والقرن الثاني عشر. وقد جادل توما الأكويني، العالم اللاهوتي والفيلسوف، بان الايمان والعلم في تناغم تام، ومن خلال هذا السبب يمكن أن تساهم في فهم أعمق للوحي الديني، ويشجع ذلك على التطور الفكري.
كما يرى عدد من المؤرخين وعلماء الاجتماع أن ظهور البروتستانتية كان لها أثر كبير في نشوء الثورة العلمية، وكأحد الأسباب التي أدت إلى الثورة العلمية خاصةً في انكلترا وألمانيا، فقد وجدوا علاقة إيجابية بين ظهور حركة التقوى البروتستانتية والعلم التجريبي.
واستناداً إلى روبرت ميرتون فإن العلاقة بين الانتماء الديني والاهتمام بالعلم هو نتيجة لتضافر كبير بين القيم البروتستانتية وتلك في العلوم الحديثة. وقد شجعت القيم البروتستانتية على البحث العلمي من خلال السماح بالعلم لتحديد تأثير الله على العالم، وبالتالي يتم تقديم مبررات دينية لأغراض البحث العلمي.
وتاريخياً فـالبروتستانتية لم تدخل في صراع مع العلم. وكان روبرت ميرتون قد أسند نظريته بسبب كون أغلب العلماء في الجمعية الملكية وهي من المؤسسات العلمية المرموقة من البروتستانت. وكانت قد سبقه عدد الباحثين في اعتبار أخلاق العمل البروتستانتية كقيم الموثوقية، والادخار، والتواضع، والصدق، والمثابرة والتسامح، أحد أسباب نشأة الثورة الصناعية. وسبباً لتطور المجتمع اقتصادياً ودافعٌ لتطوير العلوم وواحدة من المحركات الدافعة لبنية المجتمع العلمي، كون البروتستانتية تركز على الاجتهاد وتعطي مكانة مميزة للدراسة والمعرفة والعقل.
كما وجد الخبير الاقتصادي جون هوللي الذي عمل مع البنك الدولي في كتابه مذنب، يهود ومسيحيون أن 86% من جوائز نوبل بين الأعوام 1901 و1990 كانت من نصيب البروتستانت واليهود، حصل البروتستانت على 64% من جوائز نوبل مقارنة مع 22% من اليهود، على الرغم من أن نسبة البروتستانت في العالم هي 7.0%. في حين وجدت دراسة أخرى لشيربي أودلبرغ عام 2000 أنّ 35% من الحائزين على جائزة نوبل هم من البروتستانت أو من خلفية مسيحية.

## اليسوعيون والكويكرز

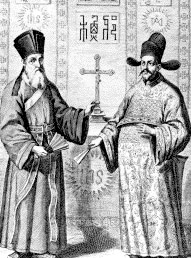
اليسوعيان ماتيو ريتشي (يسار) وشو جوانكي (يمين) في الطبعة الصينية لاصول إقليدس نشرت في عام 1607.

تم فصل العلماء اليسوعيين والكويكرز في قوائم أخرى بسبب الدور المميز لهم في المجال العلمي أنظر قائمة العلماء اليسوعيين وقائمة دور الكويكرز في العلوم.
فقد أسس إغناطيوس دي لويولا الإسباني جمعية اليسوعيين في عام 1540. واعتُبر اليسوعيين نخبة المجتمع الأوروبي وعمل عدد منهم كمربين للملوك في الدول الكاثوليكية. ومع افتتاح عصر التبشير وصل اليسوعيين إلى الهند واليابان والصين وكندا وأميركا الوسطى والجنوبية وأستراليا وبنوا عدد كبير من المؤسسات التعليمية. وخرّجت مدارسهم وجامعتهم نخبة وصفوة المجتمعات الغربية. وبالتالي تاريخياً كانت الرهبانية اليسوعية من أهم رعاة العلوم في الكنيسة الكاثوليكية، فقد أنشأ اليسوعيين عدد كبير من الجامعات والمدارس والكليّات والمؤسسات التعليمية المرموقة، مما أدى إلى نشاط عدد منهم في العلوم. وشكلت جامعات اليسوعيين معاقل للفكر والعلم وعُدَّت من مراكز النخبة الثقافية.
| قائمة المفكرين المسيحيين في العلم | اليسوعيين ساهموا في تطوير ساعات البندول، البارومترات، التلسكوبات والمجاهر، البصريات والكهرومغناطيسية، وفي كثير من المجالات العلمية المختلفة. لاحظوا، في بعض الحالات قبل أي شخص آخر، المجموعات الملونة على سطح المشتري، وسديم المرأة المسلسلة وحلقات زحل. وضعوا نظرية حول الدورة الدموية (مستقلة عن نظرية وليم هارفي)، ونظرية الاحتمال النظري للطيران، وطبيعة المد والجزر للـضوء. رسموا خرائط النجوم لنصف الكرة الجنوبي، وأطلقوا نظرية المنطق الرمزي، وأوجدوا تدابير مراقبة الفيضانات في الأنهار وأدخلوا علامات الجمع والطرح في الرياضيات، كانت كل هذه الإنجازات النموذجية اليسوعية، ولا يمكن إغفال ذكر اليسوعيون عند الحديث عن العلماء المؤثرين أمثال فيرما، هيغنز ونيوتن. | قائمة المفكرين المسيحيين في العلم |
| — جوناثان رايت، كتاب جنود الله.   | |                                   |

جمعية الأصدقاء الدينية أو الكويكرز، عرفت بكثرة حضور العلماء، ومعدلات حضور العلماء هو أعلى لديهم مقارنة مع طوائف وديانات أخرى كما وقد برز عدد كبير منهم في الجمعية الملكية البريطانية وجوائز نوبل وبنسبة تفوق نسبتهم السكانية. مما دفع عدد من الباحثين الربط بين ارتفاع معدل الذكاء والكويكرز، فبحسب عدد من الدراسات يتميز الكويكرز بارتفاع معدل الذكاء.
 كما أن أداء الكويكرز في اختبار سات SAT، يعتبر من الأفضل مقارنةً مع جماعات دينية أخرى، خصوصاً في مادة الرياضيات.
يعود بروز جمعية الأصدقاء الدينية المعروفين أيضًا بالكويكرز في العلوم بسبب القيم التي حملها هذا المذهب في تشجيع المواهب العلمية. وقد أشار ديفيد هاكيت فيشر ذلك في كتابه بذور البيون من نظرية اقترحها في أن الكويكرز في الولايات المتحدة يفضلون «دراسة مميزة» عن الدراسات التقليدية الشعبية مثل اللغة اليونانية أو اللغة اللاتينية وكثيراً ما ارتبط الكويكرز مع النخبة الثقافية في الولايات المتحدة. وتقترح نظرية أخرى سبب ذلك إلى تجنبهم الكهنوت وإعطائهم مكانة خاصة للتعليم؛ مما أعطاهم مزيداً من المرونة في الاستجابة للعلم.
على الرغم من التوجه الطائفي للمؤسسات الأكاديمة وللجامعات في الولايات المتحدة وبريطانيا خلال القرن التاسع عشر إذ كان للجامعات المرموقة بهما توجه بروتستانتي انجليكاني وكالفيني. إلا أن تمثيل الكويكرز في هذه المؤسسات كان يفوق نسبتهم السكانية، فمثلًا كانت نسبة الكويكرز عالية في الطاقم الإداري أو طلاب جامعات رابطة اللبلاب بالإضافة إلى تمثيل عالي في الجمعية الملكية البريطانية والحاصلين على جوائز نوبل وبنسبة تفوق نسبتهم السكانية، ومن الأسماء التي لمعت في مجالات علمية جون دالتون وتوماس هودجكن وتوماس يونغ وهنرييتا سوان ليفيت وكاثلين ونسديل، العالمة في دراسة البلورات بالأشعة السينية.

## جائزة نوبل

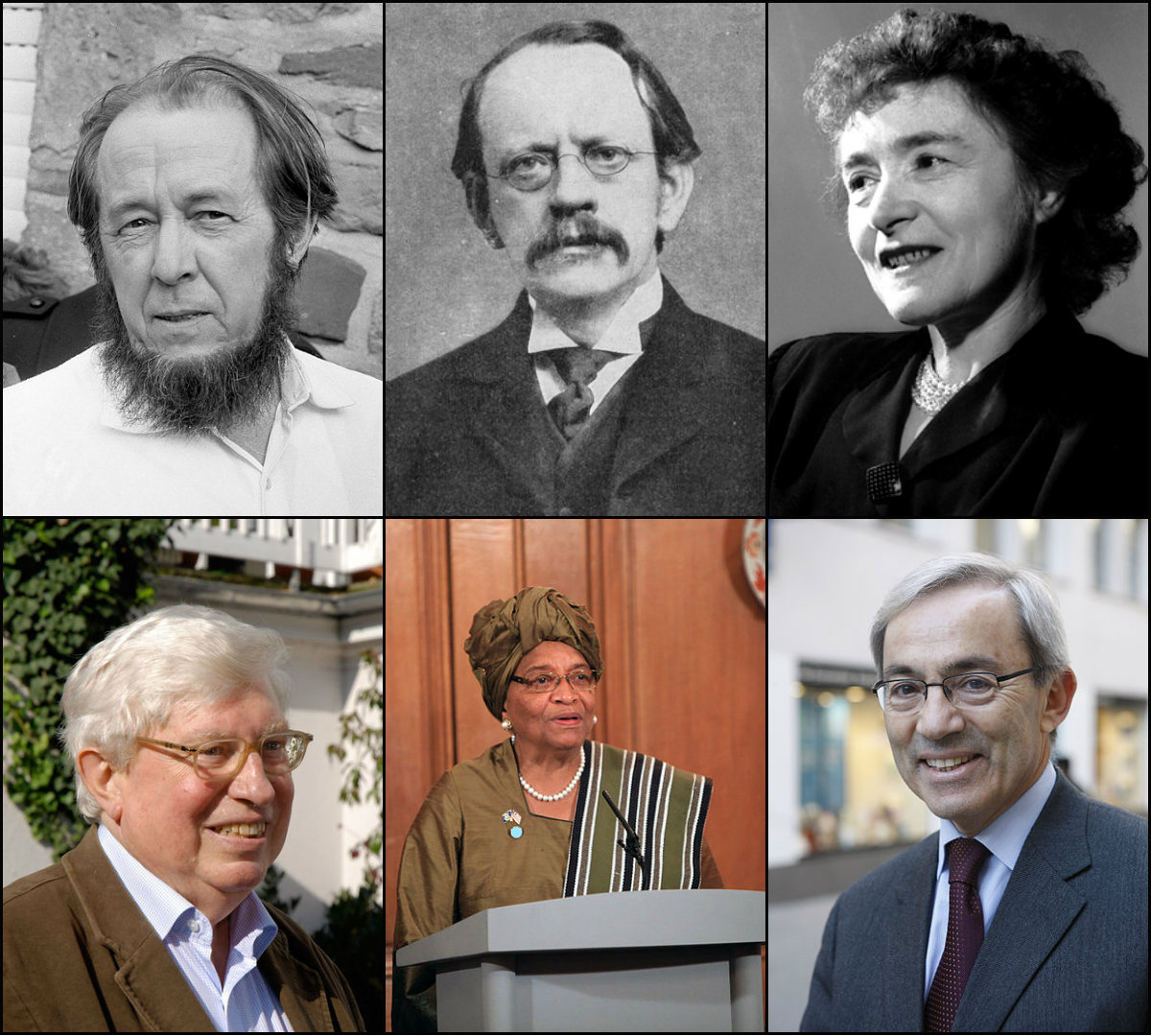
بعض مشاهير المسيحيين الحائزين على جائزة نوبل وهم من الأعلى واليسار: ألكسندر سولجنيتسين (الأدب) وجوزيف جون طومسون (فيزياء) وجرتي كوري (طب) وكريستوفر بيساريدس (الإقتصاد) وإلين جونسون سيرليف (سلام) وغيرهارد إرتل (كيمياء).

في قائمة الثمانين شخصية الأكثر تأثيرًا في العلوم من الحاصلين على جائزة نوبل، ذكرت 65 شخصية مسيحية. وفي قائمة المائة شخصية الأكثر تأثيراً في العلوم، ذكرت 75 شخصية مسيحية من مختلف المجالات العلمية.
كما وجد الخبير الاقتصادي جون هوللي الذي عمل مع البنك الدولي في كتابه مذنب، يهود ومسيحيون أنّ حوالي 75% من جوائز نوبل بين الأعوام 1901 و1990 كانت من نصيب المسيحيين على الرغم من أنَّ نسبهم في العالم هي 33.2%. في حين وجدت دراسة أخرى لشيربي أودلبرغ عام 2000 أنّ 35% من الحائزين على جائزة نوبل هم من البروتستانت أو المسيحيين أو من خلفية مسيحية.
ذكر كتاب ذكرى 100 عام لجائزة نوبل أنَّ حوالي (65.4%) من الحاصلين على جائزة نوبل بين الأعوام 1901- 2000 كانوا من المسيحيين. في حين وجدت دراسة أخرى قامت بها جامعة نبراسكا- لينكون سنة 1998 أنّ 60% من العلماء الحائزين على جائزة نوبل في الفيزياء بين الأعوام 1901-1990 هم من خلفية مسيحية.
وجدت دراسة ذكرت في ذكر كتاب ذكرى 100 عام لجائزة نوبل أن نصيب المسيحيين بين السنوات 1901-2000 كان 78.3% من جوائز نوبل للسلام، وعلى 72.5% من جوائز نوبل في الكيمياء، وكان 65.3% من جوائز نوبل في الفيزياء، 62% من جوائز نوبل في الطب، 53.5% من جوائز نوبل في الإقتصاد و49.5% من جوائز نوبل في الأدب من نصيب المسيحيين.
على المستوى المذهبي؛ وبحسب الدراسة السابقة لكتاب ذكرى 100 عام لجائزة نوبل كان نصيب البروتستانت بين السنوات 1901-2000 حوالي 32% من جوائز نوبل، في حين كانت نصيب المسيحيين الذين لم تحدد طائفتهم ب20.3%، أمّا نصيب الكاثوليك فكان 11.6%، في حين كان نصيب أتباع الكنيسة الأرثوذكسية الشرقية 1.6% من مجمل جوائز نوبل. يُذكر أن البروتستانت والمسيحيين الذين لم تحدد طائفتهم يتركز حضورهم في تصنيفات جوائز نوبل في الكيمياء والفيزياء والطب في حين أن الكاثوليك يتركز تمثليهم في جوائز نوبل للأدب والسلام والطب، أمّا الأرثوذكس الشرقيين لديهم تمثيل عالي في تصنيفات نوبل للفيزياء والإقتصاد والأدب.

### الولايات المتحدة
وفقاً لإحصائيات كتاب النخبة العلميّة: الحائزين على جائزة نوبل في الولايات المتحدة من قبل الباحثة هارييت زوكرمان، وفي مراجعة للحائزين على جائزة نوبل من الولايات المتحدة، والتي تم منحها في الفترة ما بين عام 1901 وعام 1972، كان 72% من الأمريكيين الحائزين على جائزة نوبل من البروتستانت خصوصاً من المذهب الأسقفي والمشيخي واللوثري، وحوالي 27% من الأمريكيين الحائزين على جائزة نوبل من اليهود. وذكرت الدراسة التي نُشرت في كتاب النخبة العلميّة: الحائزين على جائزة نوبل في الولايات المتحدة أنّ 60% من الحائزين على جائزة نوبل في الطب في الولايات المتحدة بين الأعوام 1901-1972 هم من خلفية بروتستانتية، ويُشّكل العلماء من الخلفية البروتستانتية نسبة 84.2% من الأمريكيين الحائزين على جائزة نوبل في الكيمياء بين الأعوام 1901-1972، ويشكلون أيضًا نسبة 58.6% من الأمريكيين الحائزين على جائزة نوبل في الفيزياء. تشير الدراسة أيضًا إلى أنّ 70.3% من النخبة العلميّة في الولايات المتحدة من خلفية بروتستانتية مقابل 20% من خلفية كاثوليكية و9.3% من خلفية يهودية؛ يُذكر أنّ حوالي 60.9% من نخبة الأطباء في الولايات المتحدة هم من خلفية بروتستانتية، فضلًا عن 74.1% من نخبة علماء الكيمياء و68.2% من نخبة علماء الفيزياء هم من البروتستانت.

## رموز الالون
يتم سرد طائفة العلماء حسب اللون، العلماء الذين لم تعرف طائفته، وضعوا باللون «غير محددة أو غيرها».
| 'مفتاح:' | الكاثوليك | مسيحية شرقية (إما أرثوذكسية شرقية أو أرثوذكسية مشرقية) | أنجليكانية | بروتستانتية | أخرى أو غير محدد |

## 313–1000 (من القرن الرابع إلى القرن العاشر)
أنهى مرسوم ميلان عام 313 الاضطهاد المسيحي في الإمبراطورية الرومانية. على الرغم من أن هذه ليست بداية المسيحية إلا أنها كانت بداية جيدة في إنجازات المسيحيين المسجلة في العديد من المجالات، بما في ذلك العلوم.
وقد تميزت هذه الفترة في نهاية الإمبراطورية الرومانية. مع انقسام شطري الإمبراطورية في شهد الشرق اليوناني، في تزايد المدارس والمؤسسات القديمة التي كانت تستضيف الفلسفة الطبيعية. وفي الوقت نفسه، ترك الغرب اللاتيني مع صعوبات أثرت على زيادة الإنتاج حتى في المواضيع الفكرية بشكل كبير. وبصرف النظر عن انخفاض في عدد السكان وعوامل أخرى، فقد كانت معظم الأطروحات العلمية في العصر الكلاسيكي القديم، وقد كتب باللغة اليونانية، وأصبحت متوفرة، وتركت ملخصات مبسطة، ومصنفات.
| الاسم                           | الصورة | المساهمات |
| ------------------------------- | ------ | --- |
| جون فيلوبونوس (c.490–c.570)     |        | فيلسوف مسيحي مونوفيزي إهتم بالتعليق على كتابات أرسطو وألف عدد كبير من الأطروحات الفلسفية واللاهوتية طبعت مؤلفاته على نطاق واسع في ترجمات لاتينية في أوروبا منذ القرن الخامس عشر. وكان تعليقه على كتاب الفيزياء لأرسطو ذا أثر كبير على عدد من العلماء. |
| بيدا المكرم (c.672–735)         |        | راهب كاثوليكي، وقديس، وملفان في الكنيسة الكاثوليكية. وكان له تأثير على المعرفة الطبيعية في القرون الوسطى المبكرة. كتب كتابين عن "التوقيت والحساب." الامر يتعلق في المقام الأول بكيفية حساب تاريخ عيد الفصح، ولكنه يتضمن اعتراف جديد عن "ازدواجية موجة-جسيم" والمد والجزر. |
| رابنوس ماروس (c.780–856)        |        | راهب بندكتي، ومعلم، وأصبح لاحقا رئيس أساقفة ماينز ومبجيلا في الكنيسة الكاثوليكية. كتب مقال عن كيفية حساب تاريخ عيد الفصح ومن أهم اعماله موسوعة. اعماله كانت سببا في إطلاق عليه لقب معلم ألمانيا |
| يوحنا بن ماسويه (777-857)       |        | هو طبيب عالم مسيحي، أبوه سرياني وأمه صقلبية، يعود له الفضل في تطور العديد من العلوم في العالم الإسلامي في العصر العباسي الأول خدم الرشيد وخلفائه حتى المتوكل ولاه الرشيد ترجمة كتب الطب القديمة. من كتب ابن ماسويه المعروفة: النوادر الطبية، كتاب الأزمنة، وكتاب الحميَّات وقد ترجمت هذه الكتب وطبعت عدّة مرات. أما آثاره التي لم تطبع فأهمها: طبقات الأطباء، كتاب الكامل، الأدوية المسهلة، كتاب دفع مضار الأغذية، علاج الصداع، الصوت والبحّة، الفصد والحجامة، كتاب الفولنج، معرفة العين وطبقاتها، كتاب البرهان، كتاب الأشربة، كتاب الجنين، كتاب المعدة، كتاب الجذام، كتاب السموم وعلاجها، كتاب الماليخوليا، كتاب التشريح، كتاب الأزمنة. |
| بختيشوع (~800)                  |        | بختيشوع أو بني بختيشوع أي بني عبد المسيح حيث أن بخت تعني عبد ويشوع تعني المسيح في اللغة السريانية ، هم أسرة من الأطباء والعلماء السريان المشارقة تعود أصولهم إلى مدينة جنديسابور في منطقة الأهواز في إيران حاليا، انتقلوا إلى بغداد ثم لاحقا الموصل وميافارقين، خدمت الخلفاء العباسيين، منهم: جبريل بختيشوع: كان طبيب الأمين والرشيد له مؤلفات في الطب والمنطق. وبختيشوع بن جبريل الذي كان طبيب المتوكل ويوحنا بن بختيشوع وأبو سعيد عبيد الله بن بختيشوع وله عدة مؤلفات في الطب والفلسفة منها: رسالة في الطب والأحداث النفسانية، مناقب الأطباء، الروضة، طبائع الحيوان وخواصها ومنافع أعضائها.                                        |
| قسطا بن لوقا البعلبكي (919–820) |        | عالم فيزياء ومترجم مسيحي ينتمي إلى الأرثوذكس الملكيين كنيسة أرثوذكسية يونانية. ترجم إلى العربية كتب ديوفانتوس الاسكندري المتعلقة بالجبر وكتاب الأكوان لعالم الفلك اليوناني ثيودوسيوس الطرابلسي.كما أشرف على ترجمة كتب الطبيب جالينوس وراجع كتب الميكانيكا لهيرون الإسكندراني وعلق على إقليدس. زيادة على الترجمة من الاغريقية إلى العربية كانت له اسهاماته الخاصة في الميكانيكا والرياضيات وعلم الفلك والطب والعلوم الطبيعية حيث تنسب له أكثر من ستين مقالة من بينها ما ذكر بفهرس ابن النديم. |
| حنين بن إسحاق (c.809–873)       |        | طبيب مسيحي نسطوري ترجم عدد كبير من الأعمال العلمية واليونانية ومؤلف كتاب "عشرة اطروحات في طب وجراحة العيون". والصورة تظهر صورة مستوحاة من أوصاف له التشريح العين. كتب أيضا "كيفية فهم الدين"، الذي ينطوي على الدفاع عن المسيحيه وإيمانه المسيحي. |

## 1001–1200 (القرنان الحادي عشر والثاني عشر)
مع حلول عام 1000 كانت أوروبا في حالة ركود نوعا ما مقارنة في مناطق أخرى من عالم مثلا في القسطنطنية تجاوز عدد سكانها 300,000 نسمة، بينما في روما لم يتجاوز عدد سكانها 35,000 نسمة، وفي باريس 20,000 فقط. مع ذلك عرفت هذه الفترة الجديدة، تزايد بعدد السكان بسبب الرخاء مما احدث تغيير اجتماعي وسياسي.
خلال عصر النهضة في القرن 12، تزايد الاهتمام في دراسة الطبيعة من خلال حركة ترجمة مكثفة هدفت إلى ترجمة النصوص العلمية اليونانية والعربية. لعبت الرهبانيات ومدارس الكنائس دورا رائدا في دراسة هذه النصوص والتنظير حول رؤى جديدة. في الوقت نفسه، كان يجري تطويرها نوعا جديدا مما خلق مؤسسة جديدة للتعليم العالي وهي الجامعة.
| الاسم                             | الصورة | المساهمات |
| --------------------------------- | ------ | --- |
| البابا سلفستر الثاني (c.950–1003) |        | راهب بندكتي، وعالم، ومعلم، وفيما بعد بابا؛ كان له دور في ترقيته المعرفة مثل الرياضيات وعلم الفلك في أوروبا. كأستاذ في مدرسة الكاتدرائية في ريمز، كان له دور في وصولها إلى أوج ازدهارها. وادخل الاباكوس إلى أوروبا. |
| هيرمان من ريتشونا (1013–1054)     |        | كان أقعد نتيجة مرض سبب شلل منذ الطفولة المبكرة، وهو راهب بينديكتي اشتهر بتأليف اناشيد مريمية وقد طوب. كعالم، كتب حول موضوعات كثيرة مثل الهندسة، والرياضيات، والاسطرلاب (في الصورة. |
| هيوغ سانت فيكتور (c.1096 –1141)   |        | متصوف وفيلسوف اعتنق العلم كأداة للاقتراب من الله. كان استاذ من مدرسة سانت فيكتور الرهبانية. واعماله تعرض الواقع مثل الفداء كمعويض عن سقط الإنسان، والتكنولوجيا كمصدرا للارتياح المادي والقادرة على المساعدة على لم شمل الإنسان مع الحكمة الإلهية. "اعرف وتعالم كل شيء"، كان يقول دائما "؛ في وقت لاحق سوف ترى أن ليس هناك ما هو غير ضروري" |
| وليام من كونك (c.1090–a.1154)     |        | فيلسوف وباحث سعى إلى توسيع الإنسانية المسيحية من خلال دراسة أعمال علمانية من الكلاسيكيات، ومن خلال تعزيز العلوم التجريبية. طور تفسيرات لمذهب الذرية من الطبيعة، يعد مثال بارز من لمنشيء المذهب الطبيعي. وكان عضو بارز في مدرسة كاتدرائية شارتر في فرنسا.                                                                                   |
| هايدغارد من بنجن (1098–1179)      |        | راهبة بندكتية وكاتبة وملحنة، فيلسوفة، صوفية، وأول طبيبة في ألمانيا. أدارت ونشرت دراسات شاملة في العلوم الطبيعية والطب. وعرفت هيلدغارد في بلدها بأنها "النبي الأنثى" وتبجل كقديسة في الكنيسة الكاثوليكية. |

## 1201–1400 (القرنان الثالث عشر والرابع عشر)
واصلت عملية ترجمة النصوص العلمية. قبل 1200، كانت هناك إصدارات باللغة اللاتينية بشكل معقول للأعمال الكلاسيكية الرئيسية. في حين بدأ ظهور جامعات جديدة ذات خلفية مسيحية والتي انتشرت بسرعة في أوروبا، ووفرت هذه الجامعات بنية تحتية جديدة للأوساط والنخب العلمية. وأصبحت المؤسسات الرئيسية التي يتم دراسة النصوص الجديدة فيها. في الواقع، وضعت المناهج الدراسية في الجامعات في القرون الوسطى تركيزها على المعارف العلمية أكثر من العصر الحديث. أدى ذلك إلى جمع الأعمال العلمية وظهور ابتكارات علمية جديدة في القرن الرابع عشر.
| الاسم                                      | الصورة | المساهمات |
| ------------------------------------------ | ------ | --- |
| روبرت غروسيتيست (c.1175–1253)              |        | كان أسقف لمدينة لينكولن، وهو من الشخصيات المحورية في الحركة الفكرية الإنجليزية في النصف الأول من القرن الثالث عشر، ويعتبر كمؤسس الفكر العلمي في جامعة أكسفورد. كان لديه اهتمام كبير في العالم الطبيعي، وكتب عدد من النصوص على العلوم الرياضية وعلم الفلك والبصريات والهندسة. لكنه أكد أنه ينبغي استخدام التجارب للتحقق من النظرية، واختبار نتائجها. |
| البابا يوحنا الحادي والعشرون (c.1215–1277) |        | كتب عدد كبير من النصوص الطبية قبل أن يصبح بابا. عندما تولى منصب البابا في عام 1277، شجع العلوم ومنها أعمال ابن رشد المعتمدة على أرسطو وتعاليمه. |
| ألبيرتوس ماغنوس (c.1193–1280)              |        | قديس كاثوليكي وشفيع العلماء في الكنيسة الكاثوليكية وكان كاهن وراهب دومينيكي حقق الشهرة لمعرفته الشاملة ودعوته للتعايش السلمي بين العلم والدين. ويعتبر أعظم لاهوتي وفيلسوف الألماني من العصور الوسطى. كان أول من بين دارسي القرون الوسطى الذي طبـّق فلسفة أرسطو في الفكر المسيحي. تكرمته الكنيسة الكاثوليكية بصفة دكتور الكنيسة، واحداً من 33 شخصاً فقط نالوا هذا التكريم. من إنجازاته في الكيمياء، اكتشاف عنصر الزرنيخ عام 1250. |
| روجر باكون (c.1214–1294)                   |        | راهب فرنسيكاني وفيلسوف إنكليزي. وهو الذي وضع التأكيد على التجربة. ويشكر أحياناً على إنجازه كأول أوروبي يضع قوانين المنهج العلمي وانضم إلى الرهبنة الفرنسيسكانية حوالي 1240. وكان بيكون المسؤول عن نشر مفهوم "قوانين الطبيعة" على نطاق واسع، وله مساهمات في مجالات مثل الميكانيكا، والجغرافيا، والبصريات. |
| ثيودوريك من فرايبرغ (c.1250–c.1310)        |        | راهب دومنيكاني. في الوقت الذي فشل فيه العلماء حتى القرن الثالث عشر في تقديم تفسير لظاهرة قوس قزح، نجح ثيودوريك في مطلع القرن الرابع عشر في تحليل تلك الظاهرة تحليلاً هندسيًا سليمًا، والتي عدها البعض التطور الأكثر دراماتيكية في علم البصريات في القرنين الرابع عشر والخامس عشر. ومن من أعماله التي متبها في هذا المجال "قوس قزح والانطباعات التي تنشأها أشعته" (باللاتينية: De iride et radialibus impressionibus)، معتمدًا على الهندسة والتجربة وقابلية الخطأ وغيرها من الطرق. اختلف ثيودوريك مع توما الأكويني بشأن قضايا ميتافيزيقية معينة. كما كان لثيودوريك تأثير ملحوظ على ميستر إيكهارت. من إسهاماته الاستثنائية في فلسفة العصور الوسطى، نظرية الروح التي تشابه فكرة أرسطو عن الروح ومفهوم أوغسطينوس مفهوم "الروح الخفية البعيدة عن العقول". |
| توماس براديرواين (c.1290–1349)             |        | رئيس الأساقفة في إنجلترا، وغالبا ما تسمى "الطبيب المتعمق". طور عدة الدراسات والتي تعتبر اليوم من حاسبات أوكسفورد في كلية ميرتون، جامعة أكسفورد. ادت هذه الدراسات إلى تطورات هامة في الميكانيكا. |
| وليام الأوكامي (c.1285–c.1350)             |        | راهب فرنسيسكاني إنجليزي وفيلسوف مدرسي. يعتبر من الشخصيات الرئيسية في الفكر في العصور الوسطى، وكان في صلب الخلافات الفكرية والسياسية الكبرى من وقته. أهم انجازته شيفرة أوكام، ومبدأ العلمية / المنهجية التي تحمل اسمه، كما انه أنتج أيضًا أعمال هامة في المنطق، والفيزياء، وعلم اللاهوت. |
| جان بوریدان (c.1300–c.1358)                |        | كاهن كاثوليكي وواحد من أكثر الفلاسفة تأثيرًا في العصور الوسطى في وقت لاحق. طوّر نظرية الزخم، والتي كانت خطوة مهمة نحو المفهوم الحديث للقصور الذاتي. |
| جان بوریدان (c.1300–c.1358)                |        | كاهن كاثوليكي وواحد من أكثر الفلاسفة تأثيرًا في العصور الوسطى في وقت لاحق. طوّر نظرية الزخم، والتي كانت خطوة مهمة نحو المفهوم الحديث للقصور الذاتي. |
| نيكول اورسم (c.1323–1382)                  |        | عالم اللاهوت وأسقف لمدينة ليزيو، وواحد من المؤسسين الأوائل للعلوم الحديثة. واحدة من إسهاماته العلمية الكثير اكتشاف انحناء الضوء من خلال الانكسار في الغلاف الجوي. |

## 1401–1600 (القرنان الخامس عشر والسادس عشر)
حوالي عام 1350، أغلق الطاعون الأسود وغيرها من الكوارث نهاية مفاجئة إلى الفترة السابقة من تطوير هائل للأعمال الفلسفية والعلمية. حتى خلال الجزء الأول من عصر النهضة، ظلت كمية من النشاط العلمي تعاني من النقص.
لكن، فإن التطورات التي ظهرت فيما بعد مثل المطبعة ونشر الجبر كانت ذات نتائج مهمة. استؤنفت بعد عام 1475 البحث العلمي والذي تم التوصل إليه في وقت لاحق مستويات لم يسبق لها مثيل. وكانت فترة من الاضطرابات الشديدة مثل سقوط القسطنطينية، واكتشاف الأمريكتين، والإصلاح البروتستانتي، والإصلاح الكاثوليكي المضاد كان له اثر على التغيرات الاجتماعية والسياسية. في الواقع، وينظر إلى نشر نموذج نيكولاس كوبرنيكوس "مركزية الشمس للكون (1543) من قبل العديد كبداية الثورة العلمية.
| الاسم                         | الصورة | المساهمات |
| ----------------------------- | ------ | --- |
| نيكول من كوزا (1401–1464)     |        | كاردينال كاثوليكي ولاهوتي قدم مساهمات في مجال الرياضيات من خلال تطوير مفاهيم ومتناهية الصغر في الحركة النسبية. |
| أوتو برونفلس (1488–1534)      |        | لاهوتي وعالم نبات من جامعة ماينز، ألمانيا. له كتاب عن الالفية ويتعتبر أول كتاب في تاريخ الطوائف الإنجيلية بعد أن كسر بعيدا عن الكنيسة الكاثوليكية. في علم النبات له اسهامات هامة وقد كسب المديح باعتباره واحدا من آباء "علم النبات". |
| نيكولاس كوبرنيكوس (1473–1543) |        | كان راهباً وعالماً رياضياتياً وفلكياً وقانونياً وطبيباً وإدارياً ودبلوماسياً وجندياً بولندياً كان أحد أعظم علماء عصره. يعتبر أول من صاغ نظرية مركزية الشمس وكون الأرض جرماً يدور في فلكها في كتابه "في ثورات الأجواء السماوية". وهو مطور نظرية دوران الأرض، ويعتبر مؤسس علم الفلك الحديث. الذي ينتمي لعصر النهضة الأوروبية - 1400 إلى 1600 ميلادية -. ولمسئولياته الجسام اعتبر الفلك بمثابة الهواية لكنه مع ذلك صاغ إحدى أهم النظريات في التاريخ محدثاً ثورة في علم الفلك وبالتالي في العلم المعاصر مشجعاً العلماء والباحثين على تحدي القوانين السائدة وتقديم العلم على العقائد الدوغمائية. |
| ميخائيل سيرفيتوس (1511–1553)  |        | كان عالم دين، وطبيب، وإنساني. تضمنت اهتماماته العديد من العلوم: علم الفلك وعلم الأرصاد الجوية؛ والجغرافية، وعلم التشريع، ودراسة التوراة، والرياضيات، وعلم التشريح، الطب. يعد معروفاً في تواريخ بعض من تلك الحقول، خصوصاً في الطب وعلم اللاهوت. وكتب في علم الفلك وعمله لاهوتي الشهير "Christianismi Restitutio" يواردة في وصف وظيفة الدورة الدموية الرئوية. |
| مايكل ستيفل (c.1486–1567)     |        | راهب أوغستينيني وعالم رياضيات وكان من أوائل المؤيدين لمارتن لوثر. كتابه Arithmetica integra (في الصورة) اورد ابتكارات هامة في تدوين رياضيات وطاولة الأعداد الصحيحة والقوى من 2 حيث يعتبر البعض كتابه نسخة مبكرة من الجدول اللوغاريتمي. وكتب تنبؤات من الكتاب المقدس. |
| وليام تيرنر (c.1508–1568)     |        | ويطلق عليه أيضًا "والد علم النبات الإنجليزي"، وكان أيضًا عالم طيور. دينيا كان له أهمية في مواعظة حيث كرز لصالح الإصلاح. أصبح في وقت لاحق عميد كاتدرائية ويلز، في الصورة. |
| إجنازيو مانيتو (1536–1586)    |        | اسقفا من الارتي تم استدعاؤه إلى المجمع الكنسي الأبرشي للتعامل مع الانتهاكات. كان عالم في الرياضيات وكتب عن إقليدس، والفلك، وكان مصمم لعدد من الأجهزة الميكانيكية. |
| جوردانو برونو (1548–1600)     |        | فيلسوف إيطالي، وكاهن، عالم في الكونيات، وأكولتيست، ومعروف عنه تبني فكرة أن الأرض تدور حول الشمس، وأنه توجد عوالم أخرى كثيرة تدور حول شموس أخرى. بسبب وجهات نظره اعتبرت في ذلك الوقت هرطقة، بما في ذلك نفيه لاهوت المسيح، وحوكم من قبل محاكم التفتيش الرومانية وأحرق. الموسوعة الكاثوليكية سمت معتقداته بوحدة الوجود المادي غير المتماسكة." |

## 1601–1700 (القرن السابع عشر)
إذا كانت الثورة العلمية قد بدأت القرن 16، ففي القرن السابع عشر وصلت إلى مرحلة التشغيل الكامل. أفكار جديدة ظهرت في الفيزياء، وعلم الفلك وعلم الأحياء والتشريح البشري، والكيمياء، والعلوم الأخرى التي شكلت تحديًا لمفاهيم كثيرة حول الطبيعة التي سادت ابتداءًا من اليونان القديمة، وتواصلت حتى العصور الوسطى. أدى هذا في نهاية المطاف إلى رفض وجهات النظر القديمة وإنشاء إطر جديدة لدراسة الطبيعة. الفترة بلغت ذروتها مع صدور الرياضيات كتاب الأصول الرياضية للفلسفة الطبيعية في عام 1687 من قبل إسحاق نيوتن، ادى إلى نمو لم يسبق له مثيل في المنشورات العلمية في جميع أنحاء أوروبا. ويوجد نيوتن في المقطع التالي من هذه القائمة، منذ وفاته في 1720.
| الاسم                            | الصورة | المساهمات |
| -------------------------------- | ------ | --- |
| برثلماوس بيتسكوس (1561–1613)     |        | عرف في تقديمخ لعلم المثلثات إلى اللغة الإنكليزية والفرنسية. كما كان لاهوتي الكالفيني وتولى منصب واعظ محكمة مدينة التي كانت تسمى آنذاك بريسلاو، وبالتالي الصورة هي لساحة البلدة. |
| جون نابير (1550–1617)            |        | عالم اسكتلندي في الرياضيات معروف اللوغاريتمات اختراع، ألف أول جدول للوغارتميات سمي بجدول نايبرالذي استخدم لتسهيل العمليات الحسابية كضرب والقسمة. كما كان بروتستانتي مخلص وكتب عن سفر الرؤيا. |
| فرانسيس بيكون (1561–1626)        |        | فيلسوف ورجل دولة وكاتب إنجليزي، معروف بقيادته للثورة العلمية عن طريق فلسفته الجديدة القائمة على " الملاحظة والتجريب ". من الرواد الذين انتبهوا إلى غياب جدوى المنطق الأرسطي الذي يعتمد على القياس. |
| يوهانس كيبلر (1571–1630)         |        | عالم رياضيات وفلكي وفيزيائي ألماني كان أول من وضع قوانين تصف حركة الكواكب بعد اعتماد فكرة الدوران حول الشمس كمركز لمجموعة الكواكب من قبل كوبرنيك وغاليلي. كان يوهانز كيبلر مساعداً لتايكو براهي (تيخو براهي) يعمل معه في مرصده، وبذلك ورث كبلر جميع الإنجازات الرصدية لتايكو براهي فعكف على دراسة مسار كوكب المريخ محاولاً وضع نموذج هندسي لحركة هذا الكوكب حول الشمس. فما لبث أن اكتشف أن نموذج المسار الإهليجي (وليس الدائري) يحقق النتائج الأرصادية بدقة كبيرة، بحيث تقع الشمس في إحدى بؤرتي الإهليج. اهتم بدراسة ظاهرة انكسار الضوء وأعطى قانونها الثاني. كان أيضًا لاهوتي مسيحي.                                                                     |
| جاليليو جاليلي (1564–1642)       |        | كان فيلسوف وفيزيائى وعالم رياضيات وعالم فلكى إيطالي ولعب دور في الثورة العلمية من انجازاته تحسينات على التلسكوب والملاحظات الفلكية المستمرة وتأييده للكوبرنيكوسيه. جاليليو لقب أبو الفيزياء الحديثة وأبو العلوم وأبو العلوم الحديثة. ستيفن هوكينغ قال عنه: "جاليليو، يمكن أكثر من شخص آخر، كان المسؤول عن ميلاد العلم الحديث." نشر نظرية كوبرنيكوس ودافع عنها بقوة على أسس فيزيائية، فقام أولا بإثبات خطأ نظرية أرسطو حول الحركة، وقام بذلك عن طريق الملاحظة والتجربة. حاولت الكنيسة من خلالها فرض رقابة على الحركة العلمية، مما أدى إلى إدانة جاليليو جاليلي سنة 1633، الذي دافع عن نظرية مركزية الشمس، قائلاً أنها لا تعارض ما ورد في النصوص الدينية. |
| لورنتس غوتس (1565–1646)          |        | أستاذ فلك سويدي ورئيس أساقفة أبسالا. كتب في علم الفلك واللاهوت. |
| مارين ميرسين (1588–1648)         |        | عالم إلهيات وفيلسوف ورياضياتي وعالم في نظرية الموسيقى. وهو فرنسي الجنسية. أعمال ميرسين الأولى كانت في الفلسفة الإلهيات، حيث نشر مؤلفات ضد الإلحاد والشكوكية. كان لميرسين علاقة صداقة قوية مع رينيه ديكارت وكان يدعم آراءه في الفلسفة. في المرحلة اللاحقة من حياته، ركز ميرسين أعماله حول الرياضيات، الفيزياء، نظرية الموسيقى، وعلم الصوت، وقام بالعديد من التجارب في هذه المجالات. في الرياضيات، طوّر ميرسين معادلة شهيرة للأعداد الأولية تعرف اليوم بمعادلة أعداد ميرسين الأولية. |
| رينيه ديكارت (1596–1650)         |        | كان مفكرا رئيسيًا في الثورة العلمية. كما أن لديكارت تأثير واضح في علم الرياضيات، فقد اخترع نظاما رياضيا سمي باسمه وهو (نظام الإحداثيات الديكارتية)، الذي شكل النواة الأولى لـ (الهندسة التحليلية)، فكان بذلك من الشخصيات الرئيسية في تاريخ الثورة العلمية. له أعمال مهمو في الثوابت والهندسة. له تأملات في الفلسفة والتي تتعلق جزئيا لاهوت وقال انه كرس للتوفيق بين أفكاره مع عقائد الايمان الكاثوليكي الذي كان له مطلق ولاء للكنيسة. |
| بيير غساندي (1592–1655)          |        | كاهن كاثوليكي حاول التوفيق بين مذهب الذرية مع المسيحية. كما نشر أول عمل على عبور عطارد وتصحيح الإحداثيات الجغرافية للبحر الأبيض المتوسط. |
| انطون ماريا من رهيتا (1597–1660) |        | عالم فلكي. كرس واحد من كتب علم الفلك له ليسوع المسيح، وخصص "ثيو علم الفلك" كعمل لمريم العذراء، وتساءل إذا كانت "لعن بني الكواكب الأخرى من قبل الخطيئة الأصلية مثل البشر في كوكب الارض." |
| بليز باسكال (1623–1662)          |        | مفكر جنسنيست ؛; وعرف فيزيائي ورياضي وفيلسوف فرنسي اشتهر بتجاربه على السوائل في مجال الفيزياء، وبأعماله الخاصة بنظرية الاحتمالات في الرياضيات هو من اخترع الآلة الحاسبة. استطاع باسكال أن يسهم في إيجاد أسلوب جديد في النثر الفرنسي بمجموعته الرسائل الريفيّة. له عدة نظريات في اللاهوت المسيحي. |
| اسحق باروو (1630–1677)           |        | عالم إنجليزي في الإلهيات، والعلوم والرياضيات. كتب يقول مدافعة عن العقيدة المسيحية، الرب الصلاة، الوصايا العشر، والطقوس الدينية. |
| خوان لوبكويتز (1606–1682)        |        | راهب كاثوليكي قام بعمل ابحاث في علم الفلك والجداول المنشورة في سن العاشرة. كما وله أعمال في اللاهوت والمواعظ. |
| نيكولاس ستينو (1638–1686)        |        | ولد لعائلة لوثرية بروتستانيتة ثرية اعتنق الكاثوليكية وأصبح راهب، تم تطويبه في الفاتيكان في عام 1987. وكان عالما رائدا في كل من التشريح والجيولوجيا. |
| سيث وارد (1617–1689)             |        | اسقف في الكنيسة الانغليكانية وعالم في الفلك. له عدة كتابات في اللاهوت. |
| روبرت بويل (1627–1691)           |        | عالم إيرلندي يعد من أبرز الذين عملوا في مجال الغازات وخواصها، وهو الابن الرابع عشر لإيرل كورك الأول في إيرلندا وفي عام 1657 قام بتطوير مضخة هوائية وبدأ بدراسة العلاقة بين الضغوط والحجوم للغازات المختلفة، ووضع بذلك قانوناُ يعرف الآن باسمه قانون بويل. وكعالم ولاهوتي جادل بأن دراسة العلم يمكن أن تحسن من تمجيد الله. |

## 1701–1800 (القرن الثامن عشر)
يعتبر القرن 18 أوج عصر التنوير. كان من انها ليست حركة واحدة أو مدرسة فكرية، بل كانت مجموعة من الأفكار أكثر من مجموعة من القيم. حملت في جوهرها تشكيك إلى المؤسسات التقليدية، والعادات، والأخلاق، وإيمان قوي في العقلانية والعلم. شهدت نهاية القرن الثورة الفرنسية التي أدت إلى محاولات اجتثاث التنصير في أوروبا إلى قرون عديدة. هذا توجت عبادة للكائن الأسمى. شهدت هذه الفترة وبالتالي المسيحية مرور بمرحلة انتقالية وصراع في نهاية المطاف.
| الاسم                           | الصورة | المساهمات |
| ------------------------------- | ------ | --- |
| جون واليس (1616–1703)           |        | عالم رياضيات إنجليزي والذي ساهم بتطوير التفاضل والتكامل الموحل في الصغر. وكان بين عامي 1643 و 1689 في منصب رئيس التعمية في البرلمان ولاحقا في الديوان الملكي. ويعتبر هو أول من قدم رمز اللانهاية ∞. كما استخدم للتعبير عن الموحل في الصغر. ولقد سميت أحد الكويكبات باسمه. إبتكر أيضا نظاما لتعليم الصم غير الناطقون. وكان أيضا رجل دين كالفيني وكان نشطا في المناقشة اللاهوتية. |
| جون راي (1627–1705)             |        | عالم نبات إنجليزي كتب كتاب حكمة الله في أعمال الخلق عام (1691). دعى أيضا جون راي مبادرة لحماية البيئة. قام بالأبحاث الأولى حول صعود النسغ وأسس فيزيولوجيا النباتات في كتابه إحصاء النبات.John Ray Initiative. |
| غوتفريد لايبنز (1646–1716)      |        | فيلسوف وموسوعي وعالم طبيعة وعالم رياضيات ودبلوماسي ومكتبي ومحام ألماني. يرتبط اسم لايبنتز بالتعبيرِ "دالة رياضية "(1694)، التي كان يصف بها كل كمية مُتَعَلّقة ب منحنى، مثل ميل المنحنى أَونقطة معينة على المنحنى. يعتبر لايبنتز مع نيوتن أحد مؤسسي علم التفاضل والتكامل وبخاصة تطوير مفهوم التكامل وقاعدة الجداء، كما طور المفهوم الحديث لمبدأ حفظ الطاقة. وكان لوثري وعمل مع الكاثوليكي جون فريدريك، دوق برونزويك، ونيبورغ على أمل اعادة التوحيد بين الكاثوليكية واللوثرية. وكتب أيضا دفاعا عن العدالة والله. |
| إسحاق نيوتن (1643–1727)         |        | كان فيزيائيا إنجليزيا وعالم رياضيات وعالم فلك وفيلسوف بعلم الطبيعة وكيمائي وعالم باللاهوت وواحدًا من أعظم الرجال تأثيرًا في تاريخ البشرية. ويعد كتابه الأصول الرياضية للفلسفة الطبيعية والذي نشر عام 1687 من أكثر الكتب تأثيرًا في تاريخ العلم واضعًا أساس لمعظم نظريات الميكانيكا الكلاسيكية. في هذا الكتاب، وصف نيوتن الجاذبية العامة وقوانين الحركة الثلاثة والتي سيطرت على النظرة العلمية إلى العالم المادي للقرون الثلاثة القادمة ووضح "نيوتن" أن حركة الأجسام على كوكب الأرض والتي لها أجرام سماوية تحكمها مجموعة القوانين الطبيعية نفسها عن طريق إثبات الاتساق بين قوانين كبلر الخاصة بالحركة الكوكبية ونظريته الخاصة بالجاذبية؛ ومن ثم إزالة الشكوك المتبقية التي ثارت حول نظرية مركزية الشمس مما أدى إلى تقديم الثورة العلمية. درس الكتاب المقدس وكان مسيحيا متدينا وله عدة كتابات عن اللاهون المسيحي وعن يسوع المسيح. |
| كولين ماكلورين (1698–1746)      |        | اقترح تفسير نيوتن في حساب التفاضل والتكامل التفاضلية باستخدام سلسلة لا نهاية لها بدلا من الجريان نيوتن. كان طالب اللاهوت، وكان لديه معهد مسيحي على اسمه. |
| ستيفن هايلز (1677–1761)         |        | حاصل على ميدالية كوبلي وكبير العلماء لدراسة فسيولوجيا النبات. مخترع تصميم نوع من نظام التهوية، وسيلة لتقطير مياه البحر، وطرق للحفاظ على اللحوم، الخ. في الدين كان خوري للكنيسة الانغليكانية ومن الذين عملوا في المجتمع لتعزيز المعرفة المسيحية وتحرير العبيد في الغرب. |
| توماس بايز (1701–1761)          |        | قس في الكنيسة المشيخية كتب عن الإحسان الإلهي، ولديه محاولة لإثبات أن الغاية الرئيسية من العناية الإلهية، هي السعادة لمخلوقاته. وعرف في لنظرية بايز. وترأس في الجمعية الملكية البريطانية في عام 1742. |
| فرحان أبو زيد (1679–1767)       |        | فيزيائي ولاهوتي. ترجم العهد الجديد إلى اللغة الفرنسية، وصحح خطأ في المبادىء نيوتن. (صورة جامعة جينيف حيث عمل استاذا. |
| إمانول سفيدنبوري (1688–1772)    |        | عالم وفيلسوف سويدي وصوفي وثيولوجي مسيحي له تاريخ حافل كعالم ومخترع. له والعديد من المؤلفات اللاهوتية التي تحتوي على بعض الفرضيات العلمية، وأبرزها فرضية سديمي عن أصل النظام الشمسي. |
| كارولوس لينيوس (1707–1778)      |        | سويدي الجنسية عالم نبات وكان طبيبًا وجيولوجيًا ومرب وعالم حيوان. وهو رائد علم التصنيف الحديث ويعتبر أحد آباء علم التبيؤ. ألف كتاب النظام الطبيعي (Systema Naturae) الذي وضع فيه أساس التصنيف العلمي الحديث. كان للاهوت والكتاب المقدس اثر على نظرياته. |
| ليونهارد أويلر (1707–1783)      |        | رياضياتي وفيزيائي سويسري من الرياضياتيين الذين تركوا أثرا في تاريخ العلوم. أمضى أويلر معظم حياته البالغة في سانت بطرسبرغ، روسيا وبرلين، بروسيا. ويتعبر أبرز الرياضياتيين في القرن الثامن عشر، ومن أعظم الرياضياتيين في التاريخ، وهو من أكثر الرياضياتيين إنتاجًا، حيث ألف ما يتراوح ما بين الستين والثمانين مؤلفا. راجع قائمة المواضيع المسماة نسبة إلى ليونهارد أويلر. كما كتب ودافع عن الوحي الإلهي والايمان المسيحي ضد اعتراضات المفكرين الأحرار، ويتم الاحتفال به أيضا من قبل الكنيسة اللوثرية في التقويم الخاصة بهم من القديسين في 24 أيار |
| ماریا جائتانا آنیزی (1718–1799) |        | عالمة رياضيات عينت في مناصب هامة من قبل البابا بنديكتوس الرابع عشر. بعد وفاة والدها كرست حياتها للدراسات الدينية والخيرية، وأصبحت في نهاية المطاف راهبة. |

## 1801–1900 (القرن التاسع عشر)
هذه الفترة ادت بالنسبة للعلماء المسيحيين لمواجهت تغييرات وتحديات متزايدة. كان في القرن 19 الذي جاء إضفاء الطابع المهني على المؤسسة العلمية. بحلول ذلك الوقت، وعولج على نحو متزايد المفكرين الدينيين الذين عبروا عن أنفسهم في المواد العلمية مثل «غزاة». وكان هذا أيضا من القرن الأول والتي شهدت مناقشات الفعلي لل«العلاقة بين العلم والدين». في العصور السابقة كان هناك قلق في بعض الأحيان حول التوتر بين الإيمان والعقل، ولكن لم يقدم الدين والعلم كما قوتين متعارضتين. أعطى هذا روح الميلاد لأطروحة صراع. في نهاية القرن كان من الشائع عن رأي مفاده أن العلم والدين «كان في حالة من الصراع المستمر». هذه الفكرة لا تزال تحظى بشعبية كبيرة، على الرغم من عدم إقراره من قبل البحوث الحالية في تاريخ العلم.
| الاسم                             | الصورة | المساهمات |
| --------------------------------- | ------ | --- |
| جوزيف بريستلي (1733–1804)         |        | هو عالم دين توحيدي وفيلسوف وكيميائي وفيزيائي بريطاني-أمريكي. ينسب لبريستلي اكتشاف الأكسجين، على الرغم من أن كل من كارل فيلهلم شيلي وأنطوان لافوازييه ادعيا ذلك الاكتشاف أيضاً. |
| إسحاق ميلنر (1750–1820)           |        | أستاذ في الرياضيات معروف بعمله بشأن عملية مهمة لتصنيع حمض النتريك. وكان أيضًا انجليكانيًا انجيليًا شارك في كتابة التاريخ الكنسي للكنيسة المسيح مع شقيقه، ولعب دورًا في الصحوة الدينية من وليام ويلبرفورس. (تظهر في الصورة كلية كوين كامبردج حيث عمل بروفيسور) |
| صموئيل فينس (1749–1821)           |        | عمل في جامعة كامبردج (في الصورة كنيسة جامعة كامبردج) وعالم فلك ورجل دين. كتب ملاحظات على نظرية الحركة والمقاومة من السوائل وبرر مصداقية المسيحية، في الإجابة على اعتراضات السيد هيوم. حصل على ميدالية كوبلي عام 1780. |
| أولنثوس جريجوري (1774–1841)       |        | كتب دروس فلكية وفلسفية في عام 1793، وأصبح سيد الرياضية في الأكاديمية العسكرية الملكية في عام 1802. وقد له كتاب له اتر في الآداب 1815 عن على الأدلة للمسيحية من قبل جمعية المسالك الدينية. |
| ویلیام باکلند (1784–1856)         |        | عالم في الجيولوجيا وكاهن للكنيسة الانجليكانية وكتب Vindiciae Geologiae. فقد ولد في عام 1784. |
| أوغستين لوي كوشي (1789–1857)      |        | عالم رياضيات دافع عن م جتمع عيسى وحاول أن يرد علماء رياضيات أخرىن إلى الكاثوليكية. |
| لارس ليفي لايستاديوس (1800–1861)  |        | قس لوثري سويدي من أصل سامي جزئياً. صار من منتصف أربعينات القرن التاسع عشر وما بعدها زعيماً لحركة اللايستادية. كان كاتباً وممتنعاً عن المـُسكـِرات وعالم النبات. . |
| جورج بول (1815–1864)              |        | نشر دراسته الأولى في مجلة "كامبريدج ماتيماتيكال جورنال" وسيسمح له هذا المقال في فرض نفسه كشخصية مهمة في عالم الرياضيات.كانت ابحاته الأولى بداية سلسلة من الأ بحات ستؤدي إلى ما سيسمى فيما بعد "الجبر البولي". في عام 1847 الف كتابه "التحليل الرياضي للمنطق" تم "التحقيق في قوانين الفكرة التي تقوم على النظريات الرياضية للمنطق والاحتمالات" في عام 1854. لقد طور بوول شكلا جديدا من المنطق حيت اعتمد علىالرموز وفي نفس الوقت على القوانين الرياضية. كان هدف هذا النمط الجديد من المنطق يهدف إلى ترجمة الافكار والمفاهيم إلى معادلات للتمكن من تطبيق القوانين الرياضية عليها تم ترجمة النتيجة إلى شكل منطقي، لهذا قام بابتكار "الجبر الرقني " خاضع لبعض الخاصيات "كالتبادلية والتجميعية" هو عبقري بريطاني ابتكر نوعا من الجبر يتيح التعامل مع الأرقام والحروف والأشياء والعبارات والفرضيات كما لو كانت أرقاما بحتة. وقدم للبشرية الجبر المنطقي المستخدم في الحواسيب والبرمجة. |
| إدوارد هيتشكوك (1793–1864)        |        | جيولوجي، عالم الحفريات، وكاهن ابرشاني. كان يعمل في اللاهوت الطبيعي، وكتب على المسارات المتحجرة. |
| وليام ياول (1794–1866)            |        | أستاذ في علم المعادن والفلسفة الأخلاقية. كتب أطروحة الابتدائية في الميكانيك عام 1819 وعلم الفلك والفيزياء العامة في مع الإشارة إلى اللاهوت الطبيعي في عام 1833. |
| مايكل فاراداي (1791–1867)         |        | هو عالم كيمائي وفيزيائي إنجليزي. وهو من المشاركين في علم المجال الكهرومغناطيسي والكهروكيميائي. لقد درس فرداي المجال المغناطيسي على موصل يحمل تيار كهربائي مستمر وبذلك وضع أسس الكهرومغناطيسية. وهو مكتشف نظرية المحاثة والنفادية المغناطيسية وقوانين التحليل الكهربائي. وهو القائل بأن المغناطيسية تؤثر على الأشعة الضوئية ووضع أسس الربط بين هذين الظاهرتين. يعد اختراعه للأجهزة الكهرومغناطيسية بداية لتكنولوجيا المواتير الكهربائية. وبذلك يصير أول من جعل الكهرباء شيء عملي لاستخدام التكنولوجي. وهو قس كنيسة جالتيك وناقش العلاقة بين العلم والدين في محاضرة شتة. |
| تشارلز بابيج (1791–1871)          |        | عالم رياضي وفيلسوفَ ومخترعَ ومهندس ميكانيكي بريطاني الذي بَدآ مفهومَ الحاسوب القابل للبرمجة، درس في جامعة كمبردج وهو صمم أول حاسبة وأسماها مكنة الفروق (difference engine). وعلى الرغم من أنها لم تستخدم إلا أن فكرتها كانت أساس اختراع الحاسوب. نال منحة من الحكومة من أجل تطوير تصميمه، وقد أنفق تلك المنحة مع جزء من ثروته ونجح باختراع آلة أفضل تضارع الحاسبات الحديثة. لكنه توفي دون إكمال آلتيه. يعتبر باباج بمثابة مخترع الحاسوب الميكانيكي. |
| صمويل مورس (1791–1872)            |        | كان مخترعاً أمريكيا يرجع له الفضل في اختراع التلغراف؛ عمل رساما طوال حياته لكنه لم يلق التقدير الذي يستحقه فعانى الفقر في أول حياته؛ أنشأ الأكاديمية الوطنية للتصميم؛ صنع أول نموذج عملي التلغراف سنة 1835 فأحدث ثورة في مجال الاتصالات. كان بروتستانتًا ملتزمًا دينيًا. |
| آدم سيدجويك (1785–1873)           |        | كاهن في الكنيسة الانجليكانية وجيولوجي، في كتابه نقاش علمي ودراسات الجامعة يناقش العلاقة بين الله والإنسان. في مجال العلوم فاز على كل من وسام وميدالية كوبلي ولاستون. |
| تمبل شوفالييه (1794–1873)         |        | كاهن وعالم فلك الذي فعل من عدد من البراهين التي تبرعن على القدرة الإلهية والحكمة المستمدة من دراسة علم الفلك. كما أسس جامعة دورهام المرصد، وبالتالي الصورة هي درع جامعة دورهام. |
| جون باخمان (1790–1874)            |        | كتب مقالات علمية عديدة واعطى أسماء لعدة أنواع من الحيوانات. كما كان مؤسس المدرسة اللوثرية جنوب اللاهوتية وكتب أعمال عن اللوثرية. |
| روبرت ماين (1808–1878)            |        | كاهن في الكنيسة الانجليكانية أحرز الميدالية الذهبية للجمعية الفلكية الملكية في عام 1858. (الصورة هي لآساف هول ميدالية ذهبية 1879 في RAS.) روبرت ماين بّشر أيضا في الجمعية البريطانية لبريستول. |
| جيمس كليرك ماكسويل (1831–1879)    |        | كان عالم فيزياء بريطاني شهير لما أسهم به من معادلات هامة التي تفسر ظهور الموجات الكهرومغناطيسية. يعتبر كثير من علماء الفيزياء أن ماكسويل هو أكثر علماء القرن التاسع عشر تأثيراً على علم الفيزياء، ويضاهي الكثير منهم هذا التأثير بتأثير نيوتن وأينشتاين. وعلى الرغم أنه وهو صبي كان يواظب على الحضور في الكنيسة المشيخية من قبل والده، وعلى الصلوات في الكنيسة الانجليكانية بواسطة عمته، الاانه عندما أصبح طالبًا في جامعة كامبريدج تحويل إلى الانجيلية التي وصفها بأنها بعد أن أعطاه تصور جديد لمحبة الله. وكان مسيحي انجيلي ملتزم دينيًا. |
| أرنولد هنري غويو (1807–1884)      |        | سويسري أمريكي وعالم جيولوجي قام بعمل جدير بالملاحظة في الأنهار الجليدية، ويدعى غويو الجليدية بالنسبة له. وكتب أيضًا عن الخلق، أو في نشأة الكون والكتاب المقدس في ضوء العلم الحديث. |
| غريغور يوهان مندل (1822–1884)     |        | أبو علم الوراثة، وعالم نبات وراهب نمساوي أجرى الكثير من التجارب واكتشف القوانين الأساسية للوراثة. أدت تجاربه في تكاثر نبات البازلاء إلى تطور علم الوراثة وكانت تجاربه هي الأساس لعلم الوراثة الذي يشهد تقدماً في عالم اليوم. |
| هنري فيليب غوس (1810–1888)        |        | عالم في الاحياء البحرية كتب عن حوض السمك (1854)، ودليل من علم الحيوان البحرية (1855-1856). فهو أكثر شهرة، في كونه منتمي إلى المسيحية الأصولية وله أعمال في اللاهوت. |
| آسا جراي (1810–1888)              |        | علم في علم النباتات له أعمال أيضًا في اللاهوت. |
| فرانشيسكو فا دي برونو (1825—1888) |        | عالم رياضيات إيطالي يرتبط في مدينة تورينو. ومن المعروف انه لصيغة FAA دي برونو، وكونه كاتبًا روحيًا تم تطويبه في الكنيسة الكاثوليكية في عام 1988. |
| جوليان تيسنون وود (1832–1889)     |        | مؤسس لراهبات القديس يوسف القلب المقدس وفاز بالميدالية كلارك قبل وقت قصير من وفاة. ويظهر صورة من مقبرة افيرلي، حيث دفن فيه. |
| جيمس دوايت دانا (1813–1895)       |        | جيولوجي، عداني، وعالم الحيوان. حصل على ميدالية كوبلي، وسام وولاستون، وميدالية كلارك. لكنه كتب أيضا كتابا بعنوان العلم والكتاب المقدس، ولقد وصفت إيمانه بأنه "أرثوذكسي وقوي على حد سواء." |
| لوي باستير (1822–1895)            |        | عالم أحياء دقيقة وكيميائي وفيزيائي فرنسي وحاصل على جائزة نوبل في الطب. معروف بين الناس بتجاربه التي اثبتت أن الكائنات الدقيقة هي المسؤلة عن الأمراض وعن اللقاحات وبصفة خاصة اللقاح ضد داء الكلب، ولكنة أيضا قام باكتشاف عظيم في الكيمياء بخصوص تناسق الجزيئات في المادة وعلاقتة بانعكاس الضوء. وكانت له يد في حل مشكلة دود الحرير وكوليرا الدجاج. هو يعتبر أول من اوجد عملية البسترة في الحليب، وهي عملية تسخين الحليب وذلك لقتل الجراثيم والميكروبات الموجودة فيه ثم يقوم بتبريده وحفظه بارداً وكما يلاحظ أن كلمة مبستر تكتب على علب الحليب في وقتنا الحالي. |
| جورج جاكسون ميفارت (1827–1900)    |        | زميل في جمعية علم الحيوان في لندن قام بعمل ملحوظ على الحواشر وانخرط في خلافات مع تشارلز داروين. كما كان اعتناق المذهب الكاثوليكي بعدما كان يدرس في جامعة لوفان الكاثوليكية وحصل على دكتوراه في الفلسفة من البابا بيوس التاسع في عام 1876، ومع ذلك اعتبرت اعماله في وقت لاحق غير تقليدي، وأدى إلى حرمانه من قبل الكاردينال فوغان. |
| أرماند ديفيد (1826–1900)          |        | مبشر كاثوليكي في الصين وعضو في رهبنة اللعازريين ويعتبر واجباته الدينية ليكون اهتمامه الرئيسي. كما كان عالم النبات وله كتاب ديفيد وكما في كونه عالم في علم الحيوان فقد وصف العديد من الأنواع الجديدة للغرب من خلال كتابه. |
| ديميتري مندلييف (1834–1907)       |        | كيميائي روسي له شهرة كبيرة لانه هو وعالم أخر كانا أول من فكر في النسخة الأولي من الجدول الدوري للعناصر. وعلى عكس الذين ساهموا في فكرة الجدول الدوري، استطاع مندليف توقع الخواص الكيميائية للعناصر التي لم تكتشف في وقتها. وفي حالات عديدة غامر بالسؤال عن دقة الأوزان الذرية المقبولة وقتها، وكان يجادل بانها لا تتطابق مع المتوقع لها بواسطة القنون الدوري، وقد أثبتت الأبحاث لاحقا صحة كلامه. وهو ابن لكاهن أرثوكسي. |

## 1901–2000 (القرن العشرون)
خلال القرن الماضي، أصبحت ممارسة العلم مهنية وتم إضفاء الطابع المؤسسي عليها وهو ما استمر خلال القرن 20. كما أن دور المعرفة العلمية نمت في المجتمع، وأصبح مدمج مع العديد من جوانب أداء الدول القومية.
| الاسم                            | الصورة | المساهمات |
| -------------------------------- | ------ | --- |
| جورج ستوكس (1819–1903)           |        | عالم رياضيات وفيزياء بريطاني. له إسهامات عديدة في مجالات ديناميكا الموائع، البصريات والفيزياء الرياضية. وقد تولى رئاسة مجتمع لندن الملكي لتحسين المعرفة الطبيعية المعروف باسم المجتمع الملكي. و تعد أهم إسهاماته وأشهرها مايعرف باسم معادلة نافيير - ستوكس مع العالم الفرنسي نافيير، ونظرية ستوكس المعروفة باسمه في الهندسة التفاضلية. |
| جورج سلمون (1819–1904)           |        | حصل على ميدالية كوبلي لأعماله الرياضية. في مجال اللاهوت كتابه مقدمة تاريخية لدراسة الكتب من العهد الجديد، كان يقرأ على مجال واسع وكتب إلى جون نيومان هنري. |
| هنري بيكر تريسترام (1822–1906)   |        | وهو عضو مؤسس لاتحاد علماء الطيور البريطانية. وشملت مؤلفاته التاريخ الطبيعي للكتاب المقدس (1867)، والحيوانات والنباتات من فلسطين (1884). |
| لورد كلفن (1824–1907)            |        | هو فيزيائي ومهندس اسكتلندي ولد في إيرلندا الشمالية باسم وليام طومسون وهو مؤسس الفيزياء الحديثة. ولقد أطلق اسمه على وحدة قياس درجة الحرارة المعادلة لدرجة (1) مئوي وهي الكلفن. ولقد حسب كلفن أخفض درجة يمكن أن تصل إليها المادة وسميت هذه الدرجة بالصفر المطلق وهي تعادل −273.15 °C، وقد وسمي المقياس بالمقياس المطلق أو مقياس كلفن. وقد القى ألقى خطاب الشهير لجمعية الأدلة المسيحية. |
| فيلم أينتهوفن (1860–1927)        |        | طبيب وعالم وظائف أعضاء هولندي، حصل على جائزة نوبل في الطب لعام 1924 لابتكاره رسام كهربائية القلب سنة 1903. |
| هندريك أنتون لورنتس (1853–1928)  |        | فيزيائى هولندى فاز عام 1902 بجائزة نوبل في الفيزياء مناصفة مع بيتر زيمن لاكتشاف وتفسير تاثير زيمان نظريا.كما قام بعد ذلك باستنتاج معادلات التحويل التي استخدمها ألبرت اينشتاين لوصف المكان والزمان. |
| إيفان بافلوف (1849–1936)         |        | هو عالم وظائف أعضاء روسي، حصل على جائزة نوبل في الطب في عام 1904 لأبحاثه المتعلقة بالجهاز الهضمي، ومن أشهر أعماله نظرية الاستجابة الشرطية التي تفسر بها التعلم. وهو ابن كاهن أرثوذكسي. |
| نيكولا تسلا (1856–1943)          |        | مخترع وفيزيائي ومهندس ميكانيكي ومهندس كهربائي. ولد في سميلجان، كرواتيا (في عهد الامبراطورية النمساوية). نال الجنسية الأمريكية فيما بعد. عُرِفَ بسبب مساهماته الثورية في مجال الطاقة الكهرومغناطيسية في أواخر القرن التاسع عشر وبدايات القرن العشرين. براءات اخترعات تيسلا وأعماله النظرية وضعت الأسس للطاقة الكهربائية ذات التيار المتناوب بالإضافة إلى اختراعه المحرك الكهربائي الذي يعمل على التيار المتناوب. وساعدت هذه الاخترعات البشر على النهوض بالثورة الصناعية الثانية.التقى بتوماس أديسون عند ذهابه إلى أمريكا وعمل مختبره الخاص ثم إنه بعد ذلك انفصل عنه وأنشأ له مختبراً خاصاً وحصل بينه وبين أديسون مناقضات كلاميه نشرتها وسائل الإعلام المحليه في ذلك الوقت ونجح أديسون في اقناع القوى الكهربائيه ورجال الأعمال بكفاءة ابتكاره للتيار المتناوب واستخدم هذا التيار في جميع أنحاء العالم ومن أعماله بناءه لمحطة التوليد الكهربائيه على شلالات أنجل. وهو سليل أسرة كهنة إذ والده ميلوتين تسلا، كاهن بالكنيسة الاورثوذوكسية الصربية. والدته ديوكا تسلا، كان والدها كاهن أرثوذكسي أيضًا. |
| بيير دوهيم (1861–1916)           |        | عمل على الكمون الدينامي الحراري، وكتب كُتب في التاريخ والدعوة إلى الكنيسة الرومانية الكاثوليكية وكان معلم ومساعد في العلوم والدين. |
| جورج كانتور (1845–1918)          |        | عالم رياضيات ألماني ينتمي للكنيسة اللوثرية يشار إليه بأنه واضع نظرية المجموعة الحديثة. ويعتبر أول من أشار إلى أهمية مبدأ التناظر واحد لواحد بين المجموعات، ومن عرف المجموعات اللانهائية والمتسقة، كما أنه أثبت أن الأرقام الحقيقية أكثر بكثير من الأرقام الطبيعية. وبالفعل فإن نظرية كانتور تستلزم وجود عدد غير متناه من اللانهاية. وكذلك فإن كانتور هو من عرف الأرقام الكمية والترتيبية وطرق الحساب الخاصة بهم. ويعرف عن أعماله أنها ذات قيمة فلسفية عالية. |
| هنرييتا سوان ليفيت (1868–1921)   |        | ابنة قس وعالمة فلك وكانت رئيسة ومعلمة لقياس ضوئي فلكي في جامعة هارفارد. كانت مسيحية متدينة تتبع مذهب الأبرشانيون، وكانت ليفيت في وقت مبكر من سلالة التطهريين مؤسسي أولى مستعمرات البروتستانت. |
| دميتري إيغوروف (1869–1931)       |        | هو عالم رياضيات روسي له مساهمات مهمة في شتى مجالات الهندسة التفاضلية. دافع عن الدين خلال العهد السوفييتي. في عام 1930، أوقفه النظام السوفييتي فسجنه بتهمة اعتقاداته الدينية. مات جوعا خلال إضراب عن الطعام قام به احتجاجا. |
| فريتز هابر (1868–1934)           |        | تمكن هابر من مزج النيتروجين والهيدروجين في ظل حرارة عالية جداُ لصنع الأمونياك عام 1913 منتجا السماد النيتروجيني الصناعي الذي أسهم في زيادة المحاصيل الغذائية في العالم بعد أن كان متخوفاً من عجز الإنتاج الغذائي العالمي عن تلبية حاجات سكان العالم. تحصل على جائزة نوبل في الكيمياء لسنة 1918 لمكافئته على هذا الاكتشاف. |
| ميشال ايدورسكي بوبين (1858–1935) |        | عالم صربي أمريكي وفيزيائي وكيميائي، ومخترع. حصل على جائزة بوليتزر للسيرة أو سيرة ذاتية في عام 1924. له كتاب الاصلاح الجديد يتحدث عن روحية الدين والمخاوف الحقائق والقيم الروحية. وكتب أيضا إلى الأمام في مجال العلوم والدين:. ندوة. |
| غولييلمو ماركوني (1874-1937)     |        | ساهم في اكتشاف الموجات كهرومغناطيسية اختراع الراديو، وهو مخترع الإبراق اللاسلكي. حصل ماركوني على جائزة نوبل للفيزياء عام 1909. |
| بافل فلورنسكي (1882–1937)        |        | كاهن أرثوذكسي روسي كتب كتابًا عن العوازل، وكتب من أرقام وهمية ووجود علاقة لمملكة الله. |
| أغنيس جبريني (1845–1939)         |        | كتبت لجمعية المسالك الدينية، وكانت أحد الأعضاء المؤسسين للجمعية الفلكية البريطانية. الصورة تأتي من غلاف كتابها، القمر الشمس والنجوم، والتي تعتمد مراجع الكتاب المقدس في حين مناقشة العلم. |
| جوزيف جون طومسون (1856-1940)     |        | عالم إنجليزي ولد بالقرب من مدينة مانشستر الإنجليزية، وتفوق في دراسته منذ الصغر حتى أنه التحق بكلية الهندسة بجامعة فيكتوريا وهو في الرابعة عشر من عمره، ثم حصل على منحة من جامعة كامبريدج حيث تخصص في حقل الفيزياء النظرية. يعتبر اكتشافه للإلكترون أفضل بحوثه على الإطلاق وأكثرها شهرةً وتأثيراً، حيث قادته تجاربه على أشعة المهبط (أو أشعة الكاثود) إلى اكتشاف الخواص الأساسية للإلكترون. حصل طومسون على جائزة نوبل عام 1906 لاكتشافه الإلكترون. |
| جورج واشنطن كارفر (1864-1943)    |        | عالم أفريقي - أمريكي نال شهرة عالمية لأبحاثه الزراعية. اشتهر كارفر على وجه الخصوص بأبحاثه في مجال الفول السوداني، إذ ابتكر أكثر من 300 مُنتج من الفول السوداني، من بينه بديل للحليب ومسحوق للوجه، وحبر طباعة، وصابون. وعلاوة على ذلك، عمل كارفر أيضًا على خدمة مصالح السود، وعلى تحسين العلاقات بينهم وبين البيض. |
| ألكسي كاريل (1873–1944)          |        | كان طبيبًا جرّاحًا فرنسيا، ولد في 28 يونيو 1873 وتوفي في 5 نوفمبر 1944 في باريس، حصل على جائزة نوبل في الطب عام 1912.مارسَ الطبّ في فرنسا وفي الولايات المتحدة في جامعة شيكاغو وفي معهد روكفلر للأبحاث الطبية (الذي عرف لاحقاً بجامعة روكفلر) في مدينة نيويورك. طوّر كاريل أساليب جديدة لخياطة الأوعية الدموية، وكان رائداً في نقل وزراعة الأعضاء الحيّة وفي جراحة الصدر. اعتنق المسيحية الكاثوليكية بعدما كان ملحد. وكما هو معروف انه صنع شهرة لمزار لورد الكاثوليكي في مزار لورد الكاثوليكي بعدما شهد حدث شفاء خارق ولاعجوبة. |
| جون أمبروز فلمنج (1849–1945)     |        | هو مهندس كهرباء وفيزيائي بريطاني اخترع الصمام الثنائي (الدايود) عام 1904 وأسهم إلى حد كبير في تطور الإنارة الكهربية. |
| ماكس بلانك (1858–1947)           |        | عالم فيزياء ألماني، يعتبر مؤسس نظرية الكم، وأحد أهم فيزيائيّ القرن العشرين. وفي سنة 1918 عندما فاز ماكس بلانك بجائزة نوبل. وأعظم انجازات القرن العشرين هو تطور علم ميكانيكا الكم، بل انه أكثر خطورة من نظرية النسبية التي اكتشفها اينشتاين. فنظرية ثابت بلانك كان لها دور خطير في نظريات الاشعاع، وفي كثير من النظريات الفيزيائية. وكان لهل أثر كبير في نظرية بناء النواة، وفي مبدأ عدم اليقين عند هيزنبرج، وفي كثير من النظريات العلمية. ولد بلانك لعائلة بروتستانتية لوثرية وكان قسًا في كنيسته من عام 1920 إلى وفاته. في عام 1937 ألقى محاضرة بعنوان "الدين والعلوم الطبيعية"، مشيرا إلى أن كلا من الدين والعلم يحتاج إلى الإيمان بالله. |
| فلاديمير زوريكين (1889–1982)     |        | عالم فيزيائي أمريكي من أصل روسي ولد في موروم، كان مهندساً للإلكترونيات ويرجع إليه الفضل في الكثير من نواحي التقدم في علوم الإلكترونيات، بما في ذلك الراديو والتلفاز والمجهر الإلكتروني. |
| إدوارد أرثر ميلن (1896–1950)     |        | هو إدوارد أرثور ميلين الفيزيائي الفلكي الإنجليزي المولود بتاريخ 14 فبراير 1896 في هول والمتوفي بتاريخ 21 سبتمبر 1950 في دبلن، أستاذا في كامبريدج ومانشستر، ومنذ 1928 في أكسفورد، وقد قام ميلين بأعمال مجيدة وخصوصاً عن نظرية أغلفة النجوم والكسمولوجي. نموذج ميلن، وحملت فوه قمر اسمخ. وبالإضافة إلى ذلك حصل على عدة جوائز واحدة منها، وهناك صورة على الميدالية الذهبية للجمعية الفلكية الملكية. وكان كتابه الأخير علم الكونيات الحديث وفكرة الله في المسيحية. |
| جرتي كوري (1886-1957)            |        | عالمة كيمياء حيوية أمريكية، تقاسمت جائزة نوبل في الطب لعام 1947 مع زوجها كارل كوري والأرجنتيني برناردو هوساي. هي بذلك أول امرأة أمريكية تحصل على جائزة نوبل في أي من مجالاتها العلمية، وأول امرأة تنال جائزة نوبل في الطب على الإطلاق. |
| ألفرد فيرنر (1886-1919)          |        | هو كيميائي سويسري من أصل ألماني درس الكيمياء قبل دخوله المدرسة البوليتكنيكية بزيورخ أين تحصل على الدكتوراه. بعد الدكتوراه ذهب إلى باريس حيث درس بضع سنوات ثم عاد إلى زيورخ للتدريس سنة 1892 وتحصل على الجنسية السويسرية سنة 1895. تحصل على جائزة نوبل في الكيمياء سنة 1913 وكان الكيميائي الوحيد الذي يعمل في الكيمياء لاعضوية الذي تحصل على الجائزة نوبل حتى سنة 1973. |
| نيلس بور (1885–1962)             |        | فيزيائي دانماركي مسيحي (على الرغم من أن والدته يهودية انه اخذ دين والده وهو المذهب اللوثري) وحاصل على جائزة نوبل في الفيزياء، ولد في كوبنهاغن أسهم بشكل بارز في صياغة نماذج لفهم البنية الذرية إضافة إلى ميكانيك الكم وخصوصا تفسيره الذي ينادي بقبول الطبيعة الاحتمالية التي يطرحها ميكانيكا الكم، يعرف هذا التفسير بتفسير كوبنهاغن. سُمِّيَ على اسمه معهد نيلس بور بكوبنهاغن. كان رئيس لجنة الطاقة الذرية الدنماركية ورئيس معهد كوبنهاغن للعلوم الطبيعية النظرية، حصل على الدكتوراه في الفيزياء عام 1911، ثم سافر إلى كمبريدج حيث أكمل دراسته تحت إشراف العالم طومسون الذي اكتشف الإكترون، وبعدها انتقل إلى مانشستر ليدرس على يد العالم إرنست رذرفورد مكتشف نواة الذرة، وسرعان ما أهتدى بور إلى نظريته عن بناء الذرة. ففى 1913 نشر بور بحثاَ تحت عنوان: عن تكوين الذرة والجسيمات في المجلة الفلسفية، ويعتبر هذا البحث من العلامات في علم الفيزياء. تزوج بور عام 1912 وكان له خمسة أولاد. |
| روبرت ميليكان (1868–1953)        |        | كان عالم فيزياء تجريبية أمريكي. حصل على جائزة نوبل في الفيزياء عام 1923 عن أعماله قياس شحنة الإلكترون وأعماله في المفعول الكهروضوئي. وكان ثاني أبناء القس فرانكلين ميليكان سيلاس، وكتب عن التوفيق بين العلم والدين مثل كتابه التطور في العلم والدين. |
| تشارلز ستاين (1882–1954)         |        | نجل رئيس شركة دو بونت. في الدين كتب الكيميائي وكتابه المقدس وحصل على وسام بيركن. |
| ادموند تايلور ويتاكر (1873–1956) |        | اعتنق الكاثوليكية في عام 1930 وأصبح عضوا في الأكاديمية البابوية للعلوم. وكان عنوان محاضرة له Donnellan عام 1946 بشأن الفضاء والروح. له نظريات في الكون والحجج لوجود الله. واستقبل أيضا وسام كوبلي وكان قد كتب في الفيزياء الرياضية قبل التحويل. |
| جون فون نيومان (1903–1957)       |        | هو رياضي أمريكي هنغاري المولد، قدم مساهمات واسعة وهامة في كثير من المجالات، ويعتبر من أعم علماء الرياضيات في التاريخ الحديث. ولد لعائلة يهودية واعتنق الكاثوليكية فيما بعد. من اسهامته وضع معمارية للحساب بالحواسب الرقمية، وقوامها خمسة عناصر أساسية تؤمن له أداء متعدد الأغراض، هذه العناصر هي وحدة الحساب، ووحدة المنطق، ووحدة التحكم، ووحدة الذاكرة، ووحدة الإدخال، ووحدة الإخراج، كما رأى أن يعمل الحاسوب باللغة الثنائية، وجميع الحواسيب المستخدمة حاليا تعمل وفق هذا التصميم. |
| آرثر كومبتون (1892–1962)         |        | عالم فيزياء أمريكي حصل على جائزة نوبل في الفيزياء عام 1927 عن اكتشافه تأثير كومبتون. عمل كمستشار لجامعة واشنطون في سانت لويس بين عامي 1945 إلى 1953. كان شماسًا في الكنيسة المعمدانية، وكتب مقالا في المسيحية يتخذ موقفًا مؤيد لفكرة مثيرة للجدل في الولايات المتحدة وهي الحفاظ على السلام من خلال قوة جوية مسلحة نوويًا. |
| إميل أرتين (1898–1963)           |        | عالم رياضيات نمساوي أمريكي من أصل أرميني. وهو من مؤسسي علم الجبر الحديث. |
| رونالد فيشر (1890–1962)          |        | عالم إحصائي إنجليزي، وفي البيولوجيا التطورية وعلم الوراثة. وهو الذي بشر عن طريق خطب ومقالات منشورة في المجلات الكنيسة. |
| جورج لومتر (1894–1966)           |        | عالم فلك وقسيس كاثوليكي اقترح ما سمي فيما بعد نظرية الانفجار العظيم لنشأة الكون، وقد سماها من قبل "افتراض الذرة الأولية". كان أستاذا للفيزياء وعلم الفلك بالجامعة الكاثوليكية بمدينة لوفان. |
| أوتو هان (1879–1968)             |        | هو كيميائي ألماني حصل على 37 ميدالية أو لقب وكان عضوا أو عضو شرف في حوالي 45 أكاديمية. اقترح أن يعطى اسمه لأحد العناصر الكيميائية كالعنصر رقم 105 أو 108 ولكن المحاولات باءت بالفشل. منح جائزة نوبل في الكيمياء سنة 1944 لأبحاثه عن انشطار اليورانيوم. |
| ليز مايتنر (1878–1968)           |        | كانت فيزيائية نمساوية المولد سويدية الجنسية في مجال النشاط إشعاعي والفيزياء النووية. كانت مايتنر عضوا في الفريق الذي اكتشف الانشطار النووي وهو إنجاز تلقى عنه زميلها أوتو هان جائزة نوبل. تذكر مايتنر غالبا كأحسن مثال للإنجاز العلمي للمرأة تجاهلته لجنة نوبل. توصلت دراسة في 1997 لمجلة الفيزياء اليوم أن آراء مايتنر السلبية تسببت في استبعادها من جائزة نوبل. على الرغم من انها ولدت فيفي كنف عائلة يهودية لكنها حينما بلغت سن الرشد تحولت إلى المسيحية البروتستانتية ة تم تعميدها في 1908. |
| ماكس بورن (1882–1970)            |        | حصل سنة 1954 على جائزة نوبل في الفيزياء بفضل بحوثه الأساسية عن ميكانيكا الكم. ولد لعائلة يهودية ثم اعتنق اللوثرية |
| ديفيد لايك (1910–1973)           |        | مدير معهد ادوارد غراي من حقل علم الطيور وتحويل الذي كتب نظرية النشوء والارتقاء، والإيمان المسيحي في عام 1957. كما هو معروف في جزء لدراسته من جنس Euplectes وهناك صورة لأسقف أسود أحمر الجناحين. |
| تشارلز كولسون (1910–1974)        |        | ينتمي للكنيسة الميثودية وكتب العلم والإيمان المسيحي في عام 1955. في عام 1970 حصل على ميدالية ديفي. |
| ثيودوسيوس دوبانسيكي (1900–1975)  |        | عالم في علم الوراثة أرثوذكسية روسي انتقد نظرية شباب خلق الأرض في مقال: "لا شيء في علم الأحياء المنطقي إلا في ضوء التطور"، وجادل بأن العلم والإيمان لا تتعارض. |
| فيرنر هايزنبيرغ (1901–1976)      |        | كان فيزيائيًا ألمانيًا وحائزًا على جائزة نوبل عام 1932. اكتشف أحد أهم مبادئ الفيزياء الحديثة وهو مبدأ عدم التأكد. من مؤلفاته: الجزء والكل، الفلسفة والفيزياء، الطبيعة في الفيزياء. كان لوثريًا متدينًا. |
| مايكل بولاني (1891–1976)         |        | ولد يهودي، لكنه أصبح مسيحيًا. في عام 1926 عين في كرسي الكيمياء في برلين، ولكن في عام 1933 عندما جاء هتلر إلى السلطة قبل كرسي الكيمياء (ومن ثم في عام 1948 على كرسي العلوم الاجتماعية) في جامعة مانشستر. في عام 1946 كتب العلم والإيمان، والمجتمع ISBN 0-226-67290-5. |
| كورت غودل (1906-1978)            |        | منطقي ورياضياتي وفيلسوف. من أهم إنجازاته مبرهنات عدم الاكتمال. |
| هنري ايرنج (1901–1981)           |        | الصيدلي الأمريكي المعروف لتطوير معادلة Eyring. ينمتي أيضا إلى كنيسة يسوع المسيح لقديسي الأيام الأخيرة ةالذي تفاعل مع الرئيس LDS سميث فيلدينغ يوسف في العلم والايمان هي جزء من تاريخ المورمون. |
| سيوال رايت (1889–1988)           |        | عالم وراثة أمريكي تخصص في علم وراثة المجموعات، وله اسهامات قيمة في حقول الإحصاء الحيوي والإحصاء الرياضي ونظرية التطور. تميز في حياته الطويلة بقدرة فائقة على الجمع بين الأمور النظرية والتجريبية، وبتطبيق الطرائق الرياضية والإحصائية في تحليل الأمور والعلاقات المرتبطة بعلم الحياة. انتسب بعد ذلك إلى جامعة هارفرد فحصل منها على الدكتوراه عام 1915 نتيجة لدراسته وراثة لون الجلد في خنزير غينيا. مُنح سيوال رايت في حياته عشر درجات دكتوراه فخرية، وكان في فترات مختلفة رئيساً لخمس مؤسسات علمية، وتلقى تسع ميداليات وجوائز، وكان عضواً في ثلاث عشرة منظمة وطنية أو دولية، وانتخب عام 1932 عضواً في الجمعية الفلسفية الأمريكية، وألقى محاضرات عدة داخل الولايات المتحدة الأمريكية وخارجها. درّس في معهد ماساتشوستس للتقنية (يظهر في الصورة حرم الجامعة). |
| جون فنسنت أتناسوف (1903–1995)    |        | عالم فيزيائي أمريكي من أصل بلغاري اشتهر في اختراع أول حاسوب رقمي. |
| ويليام جي بولارد (1911–1989)     |        | كاهن في الكنيسة الانجليكانية كتب في الفيزياء والمسيحي. وبالإضافة إلى ذلك كان يعمل في مشروع مانهاتن لسنوات وشغل منصب المدير التنفيذي لمعهد أوك ريدج للدراسات النووية. |
| الديرت فان در زيل (1910–1991)    |        | باحث وعالم في الرجفة لبضجيجية، واطلق من جمعية مهندسي الكهرباء والإلكترونيات اسمه جائزة نيابة عنه. وهناك صورة لمكتب الشركة IEEE. كما كان لوثري محافظ كتب العلوم الطبيعية والرسالة المسيحية. |
| كارلوس شاغاس فيلهو (1910–2000)   |        | عالم الأعصاب الذي كان يرأس الأكاديمية البابوية للعلوم لمدة 16 عاما. درس كفن تورينو وكتابه "أصل الكون"، "أصل الحياة"، و"أصل الإنسان" ينطوي على التفاهم بين الكاثوليكية والعلوم. وكان من ريو دي جانيرو، وبالتالي تظهر في الصورة تمثال المسيح الفادي. |
| دانيال بوفه (1907-1992)          |        | عالم أدوية إيطالي سويسري المولد، حصل على جائزة نوبل في الطب لعام 1957 لاكتشافه عقاقير تثبط عمل بعض النواقل العصبية. |
| جون إيكلس (1923-1997)            |        | عالم فيزيولوجيا أستراليًا، تحصل على جائزة نوبل في الطب لعام 1963. |
| آرثر شاولو (1921–1999)           |        | هو فيزيائي أمريكي حصل على جائزة نوبل للفيزياء عام 1981 عن بحوثه باستخدام الليزر. اشترك معه في الجائزة العالمان نيكولاس بلومبرجن وكاي سيجبان. |

## 2001 إلى اليوم (القرن الواحد والعشرون)
لقد زاد الاهتمام في العلاقة بين العلم والدين في العقود الأخيرة بسبب الجدالات المستمرة وتم الاعتراف في دور الدين الإيجابي من قبل الحاصلين على الجوائز مثل جائزة تمبلتون وجائزة نوبل.
| الاسم                                | الصورة | المساهمات |
| ------------------------------------ | ------ | --- |
| السير روبرت بويد (1922–2004)         |        | بريطاني رائد في مجال علوم الفضاء كان نائب رئيس الجمعية الفلكية الملكية. حاضر على كون الإيمان بصفته مؤسس "زمالة الأبحاث للعلماء المسيحيين". كان عضو مهم من المسيحيين سابقتها في مجال العلوم. كان على علاقة وثيقة بجامعة لندن والتي تظهر هنا في رسم قديم.                                                                    |
| ريتشارد سمولي (1943–2005)            |        | اميركي حائز على جائزة نوبل في الكيمياء عام لأبحاثه عن المركبات الكيميائية 1996. حصل سمولي على جائزة نوبل للكيمياء عام 1996 مع زميليه روبرت كورل وهارولد كروتو بعد قيامهم بعدد من الدراسات التي أدت إلى اكتشاف شكل جديد من الكربون. في سنواته الأخيرة جدد اهتمامه في المسيحية ودعم التصميم الذكي. عمل استاذا في جامعة رايس. |
| راؤول بوت (1923-2005)                |        | عالم هنغاري في الهندسة الرياضية وصاحب نظرية نظرية دورية بوت. |
| آرثر بياكوك (1924–2006)              |        | كاهن من الكنيسة الأنجليكانية وعالم في الكيمياء الحيوية، قد تأثرت أفكاره وجهات نظره من المسيحية الانجيلية واللوثرية في نظرية التطور. الحائز على جائزة تمبلتون 2001 عام. وكان عميد في كلية كلير، جامعة كمبريدج، التي هو صورة.                                                                                                |
| كارل فريدريش فون فايتسكر (1912–2007) |        | فيزيائي ألماني في الفيزياء النووية. شارك في اكتشاف الصيغة بيث-فايتساكر. ابحاثه في الخلق ونشأة الكون والآثار المسيحية والأخلاقية للعلم: له أهمية العلم. ترأس جمعية ماكس بلانك بين الاعوان 1970-1980. بعد أن تقاعد عمل ليكون من دعاة السلام المسيحي.                                                                         |
| ستانلي جاكي (1924–2009)              |        | كاهن بينديكتي وأستاذ بارز في الفيزياء في جامعة سيتون هول، نيو جيرسي، فاز في جائزة تمبلتون وحسبه فأن العلم والفكرة الحديثة نشأت في مجتمع مسيحي. |
| ألان سانديج (1926–2010)              |        | عالم فلك لم يدرس حقًا المسيحية حتى سن الأربعين. كتب مقال عن انعكاس العلم على المعتقد الديني وله اكتشافات متعلقة بمسييه 82 موجودة بالمصورة. |
| جوزيف موراي (1919-2012)              |        | هو جراح تجميل أمريكي متقاعد، أجرى أول عملية نقل كلية من شخص بالغ إلى توءمه المتماثل سنة 1954. تقاسم موراي جائزة نوبل في الطب سنة 1990 مع مواطنه إ. دونل توماس لأبحاثهما حول زراعة الأعضاء والخلايا. تظهر في الصورة مدرسة طب هارفرد التي درّس فيها موراي.                                                                    |

## أحياء
هذا القسم يتعلق بالمفكرين المسيحيين المهمين في مجال العلم الذين هم على قيد الحياة اليوم. ومنهم أولئك الذين يقودون منظمات المسيحيين في العلم أو الكتابة والذين يعملون بشأن كيفية استجابة المسيحيين من اليوم للعلم.
| الاسم                                    | الصورة | المساهمات |
| ---------------------------------------- | ------ | --- |
| إريك فيشاوس (ولد سنة 1947)               |        | عالم أمريكي متخصص في علم الأحياء النمائي، حصل على جائزة نوبل في الطب سنة 1995 بالمشاركة مع مواطنه إدوارد لويس والألمانية الغربية كرستيانه نوسلاين فولهارد. |
| تشارلز تاونز (ولد سنة 1915)              |        | عالم فيزيائي أمريكي، حاز جائزة نوبل للفيزياء عام 1964. كتب عن التقارب بين العلم والدين. الصورة هي من تاونز مع الدكتور رودريك بيتيجرو، تاونز على اليسار. |
| كريستيان دو دوف (ولد سنة 1917)           |        | عالم بلجيكي تخصص في علم الأحياء الخلوي والكيمياء الحيوية. اكتشف اليحاليل (Lysosomes) أو الجسيمات الحالة في عام 1955 وفاز بجائزة نوبل في الطب في عام 1974. |
| نيكولاس بلومبرجن (ولد سنة 1920)          |        | عالم فيزيائي هولندي حاز على جائزة نوبل للفيزياء عام 1981 وشاركه فيها العالمان آرثر شاولو، وكاي سيجبان عن إنجازاتهم في التحليل الطيفي بالليزر. |
| إيان بربور (ولد سنة 1923)                |        | فيزيائي كتب كتاب المسيحية والعلماء يلتقون في عام 1960، لسنوات عمل استاذًا في كلية كارلتون، وبالتالي الصورة من مرصد الجامعة. |
| فريمان ديسون (ولد سنة 1923)              |        | رياضي وفيزيائي نظري أمريكي من أصل بريطاني. أشتهر لعمله في مجال نظرية الكم وفيزياء الحالة الصلبة و، علم الفلك والهندسة النووية. هو عضو في مجلس الرعاة من نشرة علماء الذرة. وقد حصل على ميدالية لورنتز، وميدالية ماكس بلانك، وجائزة لويس توماس. هو أيضا في المرتبة 25 في استطلاع عام 2005 للمثقفون العالميين. وقد حصل على جائزة تمبلتون وقدم واحدة من محاضرات جيفورد. على الرغم من دايسون يقول: "أنا نفسي مسيحيا"، ويضيف أيضا: "أنا مسيحي ممارس". بالنسبة لي، عبادة الله يعني أن ندرك أن يتم نسج العقل والذكاء في نسيج الكون بطريقة التي تفوق تماما فهمنا |
| غيرهارد إرتل (ولد سنة 1939)              |        | هو طبيب أعصاب أمريكي حصل على جائزة نوبل في الطب سنة 2000 بالاشتراك مع مواطنه إريك كاندل والسويدي أرفيد كارلسون وذلك عن اكتشافاتهم المتعلقة بنقل الإشارات العصبية في الجهاز العصبي. يعمل حالياً أستاذ كرسي فنسنت أستور في جامعة روكفلر وينتمي إلى الكنيسة الأسقفية الأمريكية. |
| فرنر أربر (ولد سنة 1929)                 |        | هو عالم أحياء دقيقة ووراثة سويسري. تقاسم جائزة نوبل في الطب عام 1978 مع الأمريكيين هاملتون سميث ودانيال ناتان لاكتشافهم إنزيمات الاقتطاع، وهو الاكتشاف الذي أحدث ثورة في تقنيات الدنا معاد الارتباط. آربر هو عضو في المجلس العلمي للحوار المعرفي العالمي (بالإنجليزية: World Knowledge Dialogue) وعضو في الأكاديمية البابوية للعلوم منذ سنة 1981، كما انتخب عضواً بالأكاديمية الأمريكية للفنون والعلوم سنة 1984. وفي يناير 2011 عينه البابا بنديكتوس السادس عشر رئيساً للأكاديمية البابوية للعلوم، ليكون أول بروتستانتي يتبوأ هذا المنصب في التاريخ. |
| انطونيو زوكيكي (ولد سنة 1929)            |        | عالم فيزياء نووية إيطالي والرئيس السابق للمؤسسة الوطنية للفيزياء النووية. وقد عمل مع الفاتيكان حول العلاقات بين الكنيسة والعلم. |
| جون بولكينجرون (ولد سنة 1930)            |        | فيزيائي بريطاني وعالم في فيزياء الجسيمات وهو قس انجليكاني كتب كتاب العلوم والثالوث المقدس. حائز على جائزة تمبلتون. |
| أوين جنجريتش (ولد سنة 1930)              |        | عالم فلك من طائفة المينونايت ذهب إلى كلية جاسان وجامعة هارفارد. ويظهر في الصورة كنيسة جامعة هارفارد. وقد كتب السيد جنجريتش عن أهل الإيمان في تاريخ العلوم. |
| جون تي هوتون (ولد سنة 1931)              |        | هو الرئيس المشارك للجنة الحكومية الدولية المعنية بتغير المناخ وحصلت على ميدالية ذهبية من الجمعية الفلكية الملكية. وهو أيضا نائب الرئيس السابق للمسيحيين في العلوم. |
| ريكاردو جياكوني (ولد سنة 1931)           |        | فيزيائي إيطالي أمريكي حاز على جائزة نوبل للفيزياء عام 2002 عن "بحوثه التي أدت إلى تأسيس الدراسة الفلكية بالأشعة السينية." |
| روبرت جيمس "سام" بيري (ولد سنة 1934)     |        | هو الرئيس السابق للجمعية لينان في لندن والمسيحيين في جماعة العلوم. كما كتب كتاب الله والأحياء: استكشاف شخصية من العلم والإيمان (أبلوس 1996) كما عمل استاذا في جامعة لندن على مدى 20 عاما وفي الصورة المبنى الرئيسي للجامعة. |
| ميشال هيلر (ولد سنة 1936)                |        | هو كاهن كاثوليكي، وهو عضو في أكاديمية اللاهوت الحبرية، أحد الأعضاء المؤسسين للجمعية الدولية للعلوم والدين. وهو أيضًا عالم الفيزياء الرياضية الذي كتب مقالات في الفيزياء النسبية وهندسة لاتبديلية. له كتاب التوتر متعددة التخصصات الإبداعية: مقالات عن العلم والدين خرج في عام 2003. لهذا العمل حصل على جائزة تمبلتون. |
| غليان برنس (ولد سنة 1937)                |        | عالم النبات مشارك في مشروع عدن، والتي تظعر في الصورة. وهو أيضًا الرئيس الحالي للمسيحيين في العلوم. |
| أنطوني ليجت (ولد سنة 1938)               |        | اشتهر كرائد في فيزياء الحرارة المنخفضة، وعمله الرائد في تفسير الميوعة الفائقة superfluidity، الذي استحق بسببه عام 2003 جائزة نوبل في الفيزياء. وقد صاغ الفهم النظري لسوائل الهيليوم العادية وفائقة الميوعة. وكذلك الموائع الفائقة قوية الاقتران. وقد أرسى اتجاهات البحث في ميكانيكا الكم بالنسبة للأنظمة المبددة الماكروسكوبية وفي استخدام الأنظمة المكثـّفة لاختبار أسس ميكانيكا الكم. وهو عضو في الأكاديمية الوطنية للعلوم، والجمعية الفلسفية الأمريكية، والأكاديمية الأمريكية للفنون والعلوم، والأكاديمية الروسية للعلوم (عضو أجنبي)، وهو زميل في الجمعية الملكية (المملكة المتحدة)، والجمعية الفيزيائية الأمريكية، ومعهد الفيزياء الأمريكي، وزميل مدى الحياة في معهد الفيزياء.                                                                          |
| دونالد كانوث (ولد سنة 1938)              |        | هو عالم حاسوب لوثري وأستاذ متقاعد بجامعة ستانفورد. يعتبره الكثيرون الأب الروحي لعلم تحليل الخوارزميات حيث ساهم في تطوير وتنظيم أساليب رياضية رسمية لتحليل التعقيد الحسابي للخوارزميات. كما أنه مؤلف الكتاب الشهير فن برمجة الحاسوب والذي يغطي بشمول استخدام الخوارزميات المختلفة في البرمجة. من أشهر ما عرف به أيضا ابتكار نظام تخ لتصفيف المحارف حاسوبيا. له كتاب نصوص مضيئة في الكتاب المقدس. |
| غيرهارد إرتل (ولد سنة 1939)              |        | عالم فيزيائي ألماني حائز على جائزة نوبل للكيمياء لعام 2007 وهو اليوم نفسه الذي يحتفل فيه بعيد مولده الحادي والسبعين وذلك تقديرا لابحاثه حول كيمياء المواد الصلبة التي شهدت تطبيقات صناعية. قالت الاكاديمية الملكية للعلوم في السويد التي تمنح الجائزة ان ايرتل من رواد كيمياء المواد الصلبة التي ترتدي "اهمية للصناعة الكيميائية ويمكن ان تساعد في فهم عمليات مختلفة مثل الصدأ، وايرتل درس اكسدة غاز أول أكسيد الكربون على البلاتين وهي تفاعل يحصل في محركات السيارات لتنظيف العوادم". وهو مسيحي متدين وملتزم. |
| بيتر غرونبيرغ (ولد سنة 1939)             |        | حائز على جائزة نوبل في الفيزياء سنة 2007 بسبب اكتشافه تكنولوجيا "جي ام ار" (تأثير مقاومة مغناطيسية كبرى التي "شكلت ثورة في التقنيات التي تتيح قراءة المعلومات المخزنة على القرص الصلب". ويشهد هذا المجال من العلوم الدقيقة (نانو ازدهارا كبيرا. |
| إيريك بريست (ولد سنة 1943)               |        | لديه سلطة على المغنطيسية للطاقة الشمسية وفاز بجائزة جورج اليري هيل من بين آخرين. وتحدث عن المسيحية والعلوم في جامعة سانت أندروز، وهو عضو في معهد فاراداي. ويظهر صورة من جامعة سانت اندروز. ويهتم في الصلاة، والتأمل، وعلم النفس المسيحي. |
| كريستوفر اسهام (ولد سنة 1944)            |        | عالم نظري فيزيائي طور هبو الشكلية. وعلم في إمبريال كوليدج لندن، وتظهر في الصورة جزء جانب من الجامعة. بالإضافة إلى كونه عالم فيزياء، فهو فيلسوف ولاهوتي. |
| هنري "فريتز" شايفر الثالث (ولد سنة 1944) |        | هو صيدلي حسابي ونظري. مؤلف من عدد كبير من المنشورات العلمية، وكان أهم ما ذكر 6 صيادلة 1981-1997 وبيردو غراهام أستاذ الكيمياء ومدير مركز الكيمياء الحاسوبية في جامعة جورجيا. وغالبا ما تسمى شايفر بارز من دعاة التصميم الذكي. ومع ذلك، فقد وصف نفسه بأنه "متعاطف" على التصميم الذكي، ولكن في المقام الأول على "دعاة يسوع". وهو زميل في مركز معهد ديسكفري للعلوم والثقافة، ومركزا للحركة التصميم الذكي، وكان شايفر مرة واحدة وهو زميل للجمعية الدولية للمعلومات والتعقيد والتصميم، والتي هي الآن البائد، والموقع من معهد ديسكفري المضادة للتطور خطاب، إنشقاق علمية من الداروينية كتب كتاب العلوم والمسيحية: الصراع أو التماسك؟ وهي من الدول الموقعة على إنشقاق علمية من الداروينية. حصل على جائزة جمعية الكيميائية الاميركية في الكيمياء البحتة في عام 1979. |
| روبرت ت. باكر (ولد سنة 1945)             |        | عالم حفريات كان شخصية رائدة في "نهضة الديناصورات" وهي ثورة علمية صغيرة بدأت في أواخر ستينيات القرن العشرين وقادت إلى تجديد الاهتمام الأكاديمي والشعبي بالديناصورات. أوقد الثورة الاكتشافات الجديدة والبحوث التي أشارت إلى أن الديناصورات قد تكون حيوانات نشطة وحارة الدم، بدل كونها باردة الدم وبطيئة كما كانت توصف حتى منتصف القرن العشرين. وهو أيضا واعظ في الكنيسة الخمسينية ويدعو إلى نظرية التطور الإلهي وكتب كتب حول أساس الدين. |
| ويليام فيليبس (ولد سنة 1948)             |        | عالم فيزياء أمريكي حاز على جائزة نوبل للفيزياء عام 1997 بالمشاركة مع ستيفن تشو، وكلود تانوجي عن ابتكاره التبريد بواسطة الليزر، وهي طريقة تعمل على خفض سرعة الذرات في الغازات لتحسين دراستهم. |
| كينيث آر. ميلر (ولد سنة 1948)            |        | أستاذ علم الأحياء في جامعة براون كتب الحقائق" اله داروين، وتظهر في الصورة جزء من مكتبة العلوم بجامعة براون. |
| فرانسيس كولينز (ولد سنة 1950)            |        | عالم جينات، عرف عنه اهتمامه بأبحاث جينات الأمراض وريادته لمشروع الحينوم البشري. ويعمل حالياً كمدير لمعاهد الصحة الوطنية الأمريكية. عينه البابا بنديكت السادس عشر مديراً للمعهد البابوي للعلوم. وقد كتب أيضا في المسائل الدينية في عدد من المقالات منها الايمان والجينوم البشري ويذكر كولينز أن من المهم بالنسبة له "القيامة الحرفي والتاريخية ليسوع المسيح من بين الاموات، والذي هو حجر الزاوية في ما اعتقد". وصرح في ذلك في كتابه لغة الله: باحث يقدم الدليل على الإيمان. |
| سايمون كونواي موريس (ولد سنة 1951)       |        | عالم حفريات بريطاني الذي جعل سمعته من خلال دراسة الأحافير بورغيس السجيل، والصورة لواحدة منها. وحصل على ميدالية تشارلز دوليتل والكوت وفاز أيضا بميدالية Lyell. وهو نشط في معهد فاراداي للدراسة بين العلم والدين، وضح أيضا في المناقشات باهتمامه بفكرة التطور الإلهي. |
| جون د. بارو (ولد سنة 1952)               |        | عالم كونيات إنجليزي واشتهر من خلال الكتابة عن الآثار المترتبة على مبدأ الانثروبي. وهو عضو في الكنيسة البروتستانتية المتحدة. حصل على جائزة تمبلتون في عام 2006. وقد شارك في موقف الأستاذ جريشام لعلم الفلك، لذلك موجودة في الصورة على اليمين. |
| برايان كابيلكا (ولد سنة 1955)            |        | حاصل على جائزة نوبل في الكيمياء 2012 وهو بروفيسور في قسم الجزيئات وعلم وظائف الأعضاء في جامعة ستانفورد مدرسة الطب حصل على شهادة البكالوريوس من جامعة مينيسوتا دولوث وعلى شهادة الماجستير من جامعة يايل. |
| دينيس ألكسندر                            |        | مدير معهد فاراداي، ومؤلف كتاب إعادة بناء مصفوفة - العلم والإيمان في القرن 21. يشرف أيضا على فريق البحث في السرطان وعلم المناعة في معهد براهام. وهو مسيحي انجيلي. |
| ستيفن بر                                 |        | فيزيائي يعمل في مختبر بروكهافن الوطني ومحرر في صحيفة الاستعراض الجسدي، وكذلك الفيزياء اليوم. كما أنه الكاثوليكي الذي يكتب في مجلة عن الأشياء أولا، وكتب عن الفيزياء الحديثة والقديمة وعن الإيمان. عمل كبرفسور في جامعة ولاية ديلاوير، وتظهر في الصورة قاعة الجامعة. |
| مارتن نوفاك (ولد سنة 1965)               |        | علم في الأحياء الجزئية وعالم رياضيات معروف في اللديناميات المتطورة. عمل كبروفسور في جامعة هارفارد. |
| جون لينوكس                               |        | عالم رياضيات وقس. له مؤلفات في الرياضيات وفي نظرية المجموعات القابلة للذوبان اللانهائي وكتاب الميول الدينية : هل العلم دفن الله؟ وقد ناقش أيضا الدين مع ريتشارد دوكينز. يعمل كبروفسور في جامعة أكسفورد. |
| جنيفر وايزمان                            |        | هي رئيسة مختبر الفيزياء الفلكية والكواكب الخارجية ممتاز مركز جودارد للطيران الفضائي التابع لناسا. وبالإضافة إلى ذلك فهي شاركت في اكتشاف114P/Wiseman–Skiff. في الدين فهي مؤسسة الانتساب العلمية الأميركية الانجيلية، وعلى 16 يونيو 2010 أصبحت مديرة جديدة للجمعية الأميركية لتقدم العلوم الحوار حول العلم والأخلاق، والدين. |
| لاري وول (ولد سنة 1954)                  |        | هو مبرمج ومؤلف وعالم لغات أمريكي. وهو مُطور لغة البرمجة بيرل (بيرل). كما أنه مبتكر البرمجيات # (rn) قراءة الأخبار و# (patch) تحديث كلي لمصدر ما. فاز ب (IOCCC) مرتين وفي سنة 1998 بمكافأة من (Free Software Foundation) لأجل البرامج الحرة. كذلك فقد شارك في تأليف كتاب برمجة بيرل (التي نشرتها أورايلي)، وهو المورد النهائي للمبرمجين بيرل. كثيرا ما يشير وول إلى إيمانه المسيحي عندما يتحدث علنا عن بيرل. |
| تيم بيرنرز لي (ولد سنة 1955)             |        | هو مصمم انجليزى اخترع الإنترنت في مارس سنة 1989. وهو مسيحي توحيدي |
| روزاليند بيكارد                          |        | هي أستاذة في معهد ماساتشوستس للتقنية ومؤسسة مجموعة بحوث الحوسبة العاطفية في وسائل الإعلام وفي مختبر معهد ماساتشوستس للتكنولوجيا، وهي المدير المشارك لها. |

## حواش
1. ↑  وقد سمي ايضا بيوحنا الاسكندرية.
2. ↑  في 1252 ساعد على تعيين توماس الاكويني الى كرسي اللاهوت الدومينيكية لاهوتي في باريس لقيادة وقمع الأفكار الخطرة.
3. ↑  وكانت هذه المحاولة غير ناجحة من قبل الكنيسة الكاثوليكية حيث لا تزال تعتبر فلسفته خاطئة.
4. ↑  على الرغم من أن الينسينية كانت الحركة داخل الكاثوليكية الرومانية، فقد عورضت بشكل عام من قبل الكاثوليك وأدينن في نهاية المطاف كهرطقة.
5. ↑  في سيرة ماكويل من قبل كامبل (ص 170) يوصف تحول ماكسويل: "وأشار إلى أنه بعد زمن طويل وبعد أن أعطاه تصور جديد لمحبة الله واحد من أقوى إدانة له وكان من ذلك الحين فصاعدا أن« الحب يمكث، على الرغم من المعرفة تتلاشى. بعيدًا"
6. ↑  قال بلانك:الدين والعلم يشنَّان معركة مشتركة ودائمة ضد التشكيكية والتزمُّتية وعدم الإيمان والنزعة الخرافية. وصرختهما الواحدة في هذه المعركة هي: إلى الله."
7. ↑  عالم في كراكوف, وتظهر في الصورة كاتدرائية المدينة.

## وصلات خارجية
- Cambridge Christians in Science (CiS) group نسخة محفوظة 3 يوليو 2019 على موقع واي باك مشين.
- Christians in Science website
- Ian Ramsey Centre, Oxford
- The Society of Ordained Scientists-Mostly أنجليكانية
- "Science in Christian Perspective" The (ASA)
- Canadian Scientific and Christian Affiliation about page explaining why they exist
- The International Society for Science & Religion's founding members.(Of various faiths including Christianity)
- Association of Christians in the Mathematical Sciences
- Secular Humanism.org article on Science and Religion